# Llista de governants de Bretanya

Blasó de Pere I Mauclerc, batlle i duc de Bretanya, portat després pels dics de Bretanya fins al 1316

Blasó de Joan III, portades després pels ducs de Bretanya fins al 1514.

Regne de Bretanya

Segons les èpoques els monarques o sobirans que van governar Bretanya foren reis i després ducs i pars de França. El 1297 el ducat de França fou erigit en pairia de França.

## Reis i prínceps de Bretanya

### Reis i prínceps semilegendaris de l'alta edat mitjana

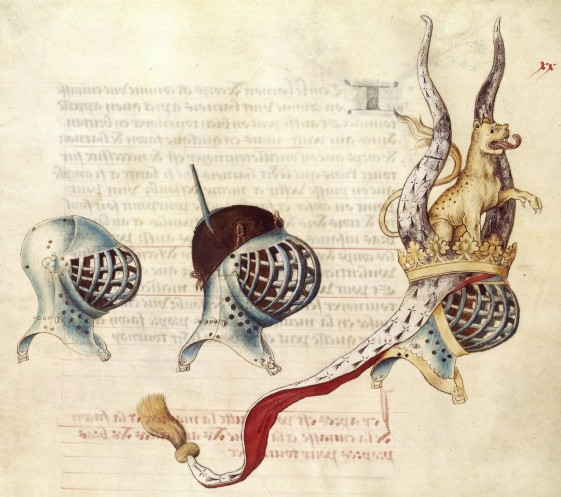
Elm del duc de Bretanya (Francesc II)

#### Armòrica
- ??? - vers 359 Guitel, príncep de Dumnònia
- vers 400 Derech I
- vers 350-421: Conan Meriadec instal·lat a Armòrica el 383, considerat el primer rei a la "Vie de Saint-Gouesnou" i per dom Morice, la seva existència és incerta.
- dades desconegudes : Riwallon o Rivallon Mucmazon, Riwal, Riwalt o Rivelen, considerat el primer rei a les vides dels sants Guénolé, Winnoc, Brieuc, Tugdual i Llunar
- 421-421: Gradlon, un rei de Cornualla és esmentat com Gradlon al cartulari de Landévennec; Dom Lobineau el considera el primer rei
- ??? - 446: Salomó I d'Armòrica
- ??? - 464: Aldrià de Cornualla
- ??? - 478: Eric de Cornualla
- ??? - ??? Riothamus rei de Domnònia
- 490-509: Budic de Cornualla, el cartulari de Landévennec esmenta un rei de Cornualla de nom Budic
- 509-545: Hoël I
- 545-554: Hoël II
- 554-594: Alain I
- 594-612: Hoël III
- 600 env Concar Cheronnog de Cornualla, el cartulari de Landévennec esmenta un rei de Cornualla de nom Concar
- 610-647: Judicaël de Cornualla el Sant
- 647 - ??? : Judoc de Cornualla

liste segons la Crònica de St-Brieuc i dom Morice
- Conan / Conan Meriadec
- Grallon / Gradlon
- Salomó d'Armòrica
- Audren / Aldrià de Cornualla
- Budic, casat amb Anna, germana del rei Artur
- Hoël I el Gran, el seu fill era nebot del rei Artur
- Hoël II, fill de l'anterior
- Alain I, fill de l'anterior
- Hoël III, fill de l'anterior
- Salomó II d'Armòrica (o Salaün), fill de l'anterior
- Alan II el LLarg, fill de l'anterior
- invasió dels gots i els francs
- Conober
- Rivallon Meur Marziou o Rivallon Mucmazon o Rivallon Murmaczon
- Deroch, fill de l'anterior
- Riatam, fill de l'anterior
- Jona o Jonas, fill de l'anterior (???-640)
- Conomor, usurpador
- Judual

#### Reis deDomnònia(nord d'Armòrica)
- 515-520: Riwal
- 520-535: Deroch fill de Riwal
- 535-540: Iona fill de Deroch
- 540-545: Judwal fill de Iona
- 540-555: Conomor, comte de Poher, regent, després usurpador
- 555-580: Judwal (segona vegada)
- 580-605: Judaël fill de Judwal
- 605-610: Haëloc fill (no el fill gran) de Judaël
- 610-640: Judicaël (+658) fill gran de Judaël, abdicà
- 640-640: Judoc (+669) germà de Judicaël, renuncià al tron
- 640-640: Winoc (+717) possible fill de Judicaël, renuncia al tron

#### Reis de Cornualla
El cartulari de l'abadia de Landévennec (copiat al segle xi) dona la llista de reis o prínceps i dels comtes de Cornualla. Hi ha altres dos llistes als cartularis de l'abadia de Sainte-Croix de Quimperlé (finals del segle xii) i de Quimper (mitad del segle XIV) que presenten lleugeres diferències. D'acord amb aquestos tres cartularis la llista seria la següent:
- Rivelen Mor Marthou / Riwallon Meurmarziou (= De les Grans Meravelles o Dels Grans Cavalls), citat com a primer rei bretó d'Armòrica per diverses fonts
- Rivelen Marthou, aquest personatge és considerat el doble de l'anterior
- Concar o Cungar
- Gradlon Meur (= el Gran), hauria viscut vers l'any 500. Podria ser el prototip del rei Gradlon de la llegende d'Is
- Daniel Drem Rud, es diu que va regnar també sobre els "Allamanni", que podria ser un error per "Albani" (segons Fleuriot, Origines, 1980), el que l'hauria fet regnat als dos costat del canal de la Maniga, ja que "Albani" era el nom dels habitants d'Albion és a dir de la Gran Bretanya
- Budic i Maxenri o Maxenti (dos germans)
- Iahan Reith
- Daniel Unua
- Gradlon Flam
- Concar Cheroenoc
- Budic Mur
- Fragual Fradleoc
- Gradlon Plueneor, que alguns consideren com el Gradlon « històric » donant de l'abadia de Landévennec;
- Aulfret Alesrudon, Aulfret és el nom testimoniat del pare del vescomte Diles;
- Diles Heirguor Chebre, Diles és el nom d'un vescomte testimoniat almenys entre 946 i 952;
- Budic Bud Berhuc, personatge testimoniat, pare del següent, mort entre 1008 i 1031;
- Binidic (Benet), testimoniat com a comte i bisbe de Cornualla, pare del següent, mort entre 1008 i 1029;
- Alan Canhiart, comte de Cornualla testimoniat, fill del precedent i pare del següent;
- Houel Huuel o Hoel de Cornualla, personatge conegut com a comte de Nantes i de Cornualla, després duc de Bretanya a partir de 1066.

La Vida llatina de Saint Mélar dona una llista diferent:
- Lex o Règul, fundador de la dinastia
- Daniel
- Budic, pare de Méliau i Rivod (aquest Méliau, Guimilliau o Ploumiliau, fou el pare del mateix Mélar; aquest darrer fou mort com el seu pare per l'ambiciós Rivod. Aquesta història feria més aviat referència als antics comtes de Léon)
- Iahan Reith
- Daniel Unua
- Gradlon Flam
- Concar Cheroenoc
- Budic Mur, (fill de l'anterior)
- Fragual Fradleoc, mort vers el 600

interrupció de quatre segles
- Gradlon Plueneor (regna al segle X)

Manquen en aquestes llistes dos comtes testimoniats històricament:
- Rivelen, germà de Salomó de Bretanya
- Gourmaëlon, qui va governar al darrere d'Alan el Gran

### Reis de Vannes i del Bro Waroch
| Regnat              | sobirà             | Notes                                                                  |
| ------------------- | ------------------ | ---------------------------------------------------------------------- |
| vers segles IV/V    | Caradoc Freichfras | Cavaller de la Taula Rodona, rei semillegendari del Gwent i de Vannes. |
| vers 490            | Eusebi             | Rei de Vannes i de l'Alt Vennetès                                      |
| vers 500 a vers 550 | Waroc'h I          | Rei del Baix Vannetès i després del Vannetès                           |
| vers 550 a vers 560 | Canao I            | fill del anterior                                                      |
| vers 560 a vers 577 | Macliau            | fill de Waroc'h I - abans bisbe de Vannes                              |
| vers 577 a vers 594 | Waroc'h II         | fill de l'anterior                                                     |
| vers 594            | Canao II           | fill de l'anterior                                                     |
| vers 818 a vers 822 | Morvan Lez-Breizh  | regna al Bro Waroch, la Domnònia i el Bisbat de Léon                   |

### Comtes de Vannes
| Regnat    | Governant      | Notes                                                                                     |
| --------- | -------------- | ----------------------------------------------------------------------------------------- |
| 799 a 813 | Frodoald       | germà de Guiu de Nantes - widònida                                                        |
| 813 a 831 | Guiu II        | fill de l'anterior                                                                        |
| 831 a 851 | Nominoe        | Tad ar Vro - Pare de la Pàtria o de la Nació                                              |
| 865 a 877 | Pascweten      | gendre del rei Salomó - comte de Nantes el 870 - pretendent al tron de Bretanya           |
| 877 a 907 | Alan I el Gran | comte de Nantes el 877 i rei dels Bretons.                                                |
| 907 a 913 | Rudalt         | fill de l'anterior                                                                        |
| vers 970  | Orscand        | bisbe de Vannes - controla el Vannetès per compte de Conan I de Bretanya, comte de Rennes |

El comtat de Vannes fou llavors integrat al domini ducal per Conan I.

### Reis de l'alta edat mitjana
| Imatge    | Regnat              | Titular           | Notes                                  |
| --------- | ------------------- | ----------------- | -------------------------------------- |
| Judicael  | vers 636            | Judicaël          | Rei de Domnònia sant bretó             |
| Morvan    | v. 818              | Morvan Lez-Breizh | Rei dels bretons de la zona de Priziac |
| Wiomarc'h | vers 822 a vers 825 | Wiomarc'h         | cap o rei dels bretons del nord-est    |

### Reis de Bretanya
| Imatge  | Regnat    | Titular | Notes                                   |
| ------- | --------- | ------- | --------------------------------------- |
| Nominoe | 845 a 851 | Nominoe | comte de Vannes Missus                  |
| Erispoe | 851 a 857 | Erispoe | Fill de l'anterior Reconegut rei el 851 |
| Salomó  | 857 a 874 | Salomó  | Reconegut rei el 868                    |

- Del 874 al 876: guerra de successió entre Pascweten, comte de Vannes i Gurvant, comte de Rennes.
- De 876 à 890: guerre de successió entre Alan el Gran, comte de Vannes i Judicael, príncep de Poher.

| Imatge     | Regnat    | Titular        | Notes                                                    |
| ---------- | --------- | -------------- | -------------------------------------------------------- |
| Alain      | 890 a 907 | Alan I el Gran | comte de Vannes rei únic vers 890                        |
| Gourmaelon | 908 a 913 | Gourmaëlon     | comte de Cornualla (abans de 907) Príncep regnant el 908 |

## Dominació normanda
| Dates     | Notes |
| --------- | --- |
| 913 a 931 | Ocupació de Bretanya pels vikings o normands dirigits pels caps Rögnvald, Felecan i Incon.                                                          |
| 931       | Alain Barbitorte i Juhel Berenger, comte de Rennes intenten alliberar Bretanya sense èxit.                                                          |
| 931 a 937 | Guillem Llarga-espasa, duc de Normandia, va conquerir el Cotentin i l'Avranchin, i es va titular duc de Bretanya (el primer a portar aquest títol). |

## Ducs de Bretanya

### Llista succinta
- Alan II Barbitorte (936 - 952)
- Drogó (952 - vers 958)
- Hoel I (vers 960 - 980)
- Guerech (v.980 - 988)
- Alain (III) (988 - 990)
- Conan I (990 - 992)
- Jofré I (992 - 1008)
- Alan III (1008 - 1040)
- Conan II (1040 - 1066)
- Hoel II (1066 - 1084)
- Alan IV (1084 - 1115)
- Conan III (1115 - 1148)
- Berta (1148 - 1156)
- Conan IV (1156 - 1166)
- Jofré II (1181 - 1186)
- Constància (1166 - 1201)
- Artur I (1201 - 1203)
- Alix de Thouars (1203 - 1221)
- Pere I Mauclerc (1213 - 1237)[2]
- Joan I (1221 - 1286)
- Joan II (1286 - 1305)
- Artur II (1305 - 1312)
- Joan III (1312 - 1341)
- Joan IV (1364 - 1399)
- Joan V (1399 - 1442)
- Francesc I (1442 -1450)
- Pere II (1450 - 1457)
- Artur III (1457 - 1458)
- Francesc II (1458 - 1488)
- Anna (1488 - 1514)
- Clàudia (1514 -1524)
- Francesc III (1524 - 1536)
- Enric (1536 - 1547)

### Casa de Nantes
| Rang | Imatge     | Nom                            | Regnat         | Dinastia | Notes |
| ---- | ---------- | ------------------------------ | -------------- | -------- | --- |
| 1    | Alan II    | Alan II Barbitorte (910 - 952) | 936 - 952      | Nantes   | Duc de Bretanya |
| 2    | Drogó      | Drogó (v.950 - 958)            | 952 - v.958    | Nantes   | Duc de Bretanya sota regència del seu oncle Tibau o Tibald I el Trampós, comte de Blois, que va confiar l'administració a l'arquebisbe de Dol, Wicohen, i de Juhel o Judicael Berenger, comte de Rennes i el seu sogre Folc II d'Anjou el Bo, comte d'Anjou (que es va casar amb la vídua d'Alan II). |
| 3    | Hoel       | Hoel I (? - ?)                 | vers 960 - 980 | Nantes   | Duc de Bretanya, comte de Nantes. |
| 4    | Guerech    | Guerech de Bretanya (? - 988)  | vers 980 - 988 | Nantes   | Duc de Bretanya i bisbe de Nantes. |
| 5    | sense foto | Alan (III) (v.981 - 990)       | 988 - 990      | Nantes   | Duc de Bretanya, comte de Nantes. |

### Casa de Rennes
| Rang                                                                                               | Imatge   | Nom                                        | Regnat      | Dinastia | Notes                                                                   |
| -------------------------------------------------------------------------------------------------- | -------- | ------------------------------------------ | ----------- | -------- | ----------------------------------------------------------------------- |
| 6                                                                                                  | Conan I  | Conan el Tort (? - 27 de juny de 992)      | 990 - 992   | Rennes   | Duc de Bretanya - comte de Rennes                                       |
| 7                                                                                                  | Geoffroi | Jofré I Berenger (? - 1008)                | 992 - 1008  | Rennes   | Duc de Bretanya                                                         |
| Regència (1008 - 1012) : Havoisa de Normandia (duquessa dotal), en nom del seu fill menor Alan III |          |                                            |             |          |                                                                         |
| 8                                                                                                  | Alan III | Alan III Rebrit (997- 1 d'octubre de 1040) | 1008 - 1040 | Rennes   | Duc de Bretanya - va utilitzar a vegades el títol de "rei de Bretanya". |
| Regència (1040 - 1047) : Eó o Odó I de Penthièvre en nom del seu nebot Conan II                    |          |                                            |             |          |                                                                         |
| 9                                                                                                  | Conan II | Conan II (1030 - 11 de desembre de 1066)   | 1040 - 1066 | Rennes   | Duc de Bretanya.                                                        |

### Casa de Cornualla
| Rang                                                                   | Imatge  | Nom                                               | Regnat      | Dinastia   | Notes |
| ---------------------------------------------------------------------- | ------- | ------------------------------------------------- | ----------- | ---------- | --- |
| 10                                                                     | Hoel    | Hoël II (vers 1030 - 13 d'abril de 1084)          | 1066 - 1084 | Cornuailla | Duc de Bretanya, comte de Cornualla (Cornouaille) - comte de Nantes. Marit d'Havoisa de Bretanya, filla d'Alan III i germana de Conan II. |
| 11                                                                     | Alan IV | Alan IV Fergent (v.1060 - 13 d'octubre de 1119)   | 1084 - 1112 | Cornualla  | Duc de Bretanya. |
| 12                                                                     | Conan   | Conan III el Gros (1095 - 17 de setembre de 1148) | 1112 - 1148 | Cornualla  | Duc de Bretanya. |
| 13                                                                     | Berta   | Berta (1114 - 1156)                               | 1148 - 1156 | Cornualla  | Duquessa heriditària de Bretanya; el seu pare Conan III de Bretanya va desheretar al seu fill Hoël III de Bretanya per causa d'il·legitimitat, i va designar com a successor al seu net Conan IV, sota la regència del seu gendre Eudes de Porhoët. A la seva mort, Eudes de Porhoët va eliminar el seu fillastre i va agafar el tron; Hoel III de Bretanya va intentar fer valer els seus drets. Conan IV de Bretanya el Negre, es va refugiar a Anglaterra i finalment el rei Enric II d'Anglaterra el va reinstal·lar com a duc el 1156. |
| Regència (1148 - 1156) : Eudes de Porhoët en nom de la duquessa Berta. |         |                                                   |             |            | |

### Casa de Penthièvre - Plantagenêt - Thouars
| Rang | Imatge      | Nom                                                                   | Regnat      | Dinastia    | Notes |
| --- | ----------- | --------------------------------------------------------------------- | ----------- | ----------- | --- |
| 14 | Conan IV    | Conan IV el Negre o el Petit (vers 1138 - 20 de febrer de 1171)       | 1156 - 1166 | Penthièvre  | comte de Richmond des de 1146, proclamat duc el 1156 en detriment del seu regent Eudes de Porhoët. El 1166 fou obligat a abdicar en favor de la seva filla Constància, promesa a Jofré II Plantagenet, fill d'Enric II, rei d'Anglaterra. Mort el 20 de febrer de 1171. |
| 15 | Constància  | Constància (vers 1161 - setembre de 1201)                             | 1166 - 1201 | Penthièvre  | Filla de Conan IV, el seu pare va abdicar al seu favor el 1166. El seu marit, Geoffroi o Jofré Plantagenêt fou proclamat duc de Bretanya el 1181, però va morir prematurament el 19 d'agost de 1186. Va fer reconèixer al seu fill Artur com a dic el 1196. Morta el setembre de 1201.                                                                                       |
| Regència (1166 - 1181) : Enric II d'Anglaterra, pare de Jofré o Geoffroi Plantagenet |             |                                                                       |             |             | |
| 16 | Geoffroi II | Geoffroi II de Bretanya (23 de setembre de 1158 - 19 d'agost de 1186) | 1181 - 1186 | Plantagenet | Fill d'Enric II d'Anglaterra Plantagenet, fou proclamat duc de Bretanya en tant que espòs de la duquessa Constància. Mort el 19 d'agost de 1186. |
| 17 | Artur I     | Artur I (29 de març de 1187 – 3 d'abril de 1203)                      | 1196 - 1203 | Plantagenet | Fill de Constància i de Jofré II Plantagenet, fou reconegut duc el 1196. Entre 1196 i 1198, el rei d'Anglaterra Ricard Cor de Lleó va conquerir Bretanya i va fer segrestar a la duquessa Constància. El jove duc Artur I fou conduït a la cort de Felip August pel bisbe de Vannes, fins a l'alliberament de la seva mare. Mort segurament assassinat el 3 d'abril de 1203. |
| Regència (1203 - 1213) : Guiu de Thouars, tercer marit de la duquessa Constància, Batlle en nom de la seva filla menor Alix. Entre 1206 i 1207, el rei de França Felip August va agafar l'administració del ducat en el lloc de Guiu de Thouars, i es va arrogar les funcions ducals, que finalment li va restituir. |             |                                                                       |             |             | |
| 18 | Alix        | Alix (1201 - 21 d'octubre de 1221)                                    | 1203 - 1221 | Penthièvre  | Filla de Constància i de Guiu de Thouars, reconeguda duquessa el 1203 a la mort del seu germà, batlle de Bretanya. Morta el 21 d'octubre de 1221. |

### Casa capeta de Dreux
| Rang | Imatge   | Nom | Regnat | Dinastia | Notes | Blasó |
| ---- | -------- | --- | --- | --- | --- | ----- |
| -    | Pere I   | Regència (1213 - 1237) : Pere I Mauclerc Batlle de Bretanya en nom de la seva esposa la duquessa Alix entre 1213 i 1221 Batlle de Bretanya en mom del seu fill menor Joan I el Ros entre 1221 i 1237. | Regència (1213 - 1237) : Pere I Mauclerc Batlle de Bretanya en nom de la seva esposa la duquessa Alix entre 1213 i 1221 Batlle de Bretanya en mom del seu fill menor Joan I el Ros entre 1221 i 1237. | Regència (1213 - 1237) : Pere I Mauclerc Batlle de Bretanya en nom de la seva esposa la duquessa Alix entre 1213 i 1221 Batlle de Bretanya en mom del seu fill menor Joan I el Ros entre 1221 i 1237. | Regència (1213 - 1237) : Pere I Mauclerc Batlle de Bretanya en nom de la seva esposa la duquessa Alix entre 1213 i 1221 Batlle de Bretanya en mom del seu fill menor Joan I el Ros entre 1221 i 1237. | [ 3 ] |
| 19   | Joan I   | Joan I el Ros (1217 o 1218 – 8 d'octubre de 1286) | 1221 - 1286 | Casa capeta de Dreux | Fill de Pere Mauclerc i de la duquessa Alix. Va esdevenir duc de Bretanya en títol el 1221, a la mort de sa mare, però, com que només tenia quatre anys, el seu pare va assolir la regència fins a la seva mort el 1237. Mort el 8 d'octubre de 1286.                                                                | [ 3 ] |
| 20   | Joan II  | Joan II (3 de gener de 1239 – 18 de novembre de 1305) | 1286 - 1305 | Casa capeta de Dreux | comte de Richmond des de 1268, va esdevenir duc el 1286 a la mort del seu pare el duc Joan I. Aliat del rei de França, el ducat fou erigit en pairia el 1297 per Felip IV el Bell. Mort a Roma el 18 de novembre de 1305                                                                                             | [ 4 ] |
| 21   | Artur II | Artur II (25 de juliol de 1261 - 27 d'agost de 1312) | 1305 - 1312 | Casa capeta de Dreux | Fill de Joan II i de Beatriu d'Anglaterra, va esdevenir duc de Bretanya a la mort del seu pare. Mort el 27 d'agost de 1312. | [ 4 ] |
| 22   | Joan III | Joan III el Bo (8 de març de 1286 - 30 d'abril de 1341) | 1312 - 1341 | Casa capeta de Dreux | Esdevingué duc el 1312 a la mort del seu pare, Artur II. El 1316, va modificar l'escut en favor de l'ermini simple. Va refusar organitzar la seva successió, i va morir sense descendència, el que va provocar la guerra civil de Bretanya coneguda com Guerra de successió de Bretanya. Mort el 30 d'abril de 1341. | [ 5 ] |

### Guerra de successió
La guerra de successió de Bretanya (1341 - 1364) o guerra de les dues Joanes és considerada part secundària de la Guerra dels Cent Anys. El 30 d'abril de 1341, el duc Joan III de Bretanya va morir sense descendència malgrat els seus tres matrimonis amb Isabel de Valois, Isabel de Castella i Joana de Savoia, i sense haver designat successor.
Joana de Penthièvre i Joana de Flandes es van disputar l'herència i els seus marits Joan de Montfort i Carles de Blois en nom seu, van reivindicar el ducat. França i Anglaterra estaven en conflicte des de 1337 i Eduard III s'havia proclamat rei de França. Joan de Montfort li va fer homenatge mentre que Carles de Blois el feia al seu oncle Felip VI de França.
Els francesos van capturar a Joan de Montfort i van instal·lar a Carles de Blois el 1341, però Eduard III va desembarcar a Brest el 1342. Quan Joan de Montfort fou empresonar i Joana de Flandes es va tornar boja, es va signar una treva el 1343. El 1365, pel primer tractat de Guérande, Joana de Penthièvre va renunciar al ducat a favor de Joan IV.
| Rang   | Imatge                                             | Nom                                                 | Dates       | Dinastia   | Notes | Blason                                             |
| ------ | -------------------------------------------------- | --------------------------------------------------- | ----------- | ---------- | --- | -------------------------------------------------- |
| -      | Carles de Blois                                    | Carles de Blois (1319 - 29 de setembre de 1364)     | 1341 - 1364 | Blois      | Marit de Joana de Penthièvre, Carles de Blois fou proclamat duc pel rei de França, el seu oncle, Felip VI de França. Carles de Blois va morir en la batalla d'Auray el 1364 | Casa de Blois                                      |
| -      | Joana de Penthièvre(1319 - 10 de setembre de 1384) | Joana de Penthièvre (1319 - 10 de setembre de 1384) | 1341 - 1364 | Penthièvre | comtessa de Penthièvre, neboda de Joan III | Joana de Penthièvre(1319 - 10 de setembre de 1384) |
| contra |                                                    |                                                     |             |            | |                                                    |
| -      | Joan II de Montfort(v.1294 - 26 setembre 1345)     | Joan II de Montfort (v.1294 - 26 setembre 1345)     | 1341 - 1345 | Montfort   | Comte de Montfort, germanastre de Joan III | Joan II de Montfort(v.1294 - 26 setembre 1345)     |
| -      | Joana de Flandes (1295 - 1374)                     | Joana de Flandes (1295 - 1374)                      | 1341 - 1364 | Flandes    | |                                                    |
| -      | Joan III de Montfort(1339 - 1399)                  | Joan III de Montfort (1339 - 1399)                  | 1357 - 1364 | Montfort   | Fill de Joan de Montfort (II de Montfort), la seva mare Joana la Flama va seguir la guerra a la mort del seu pare. Va començar a participar en les operacions militars el 1357. El 1364 va assetjar Auray, amb ajut de reforços enviats pel Príncep Negre, i va derrotar i matar a Carles de Blois a la Batalla d'Auray. Va negociar amb la duquessa Joana de Penthièvre el Primer Tractat de Guérande el 1365, quel el va reconèixer com únic duc de Bretanya. |                                                    |

### Casa capeta de Montfort
| Rang | Retrat      | Nom                                                                                               | Regne       | Dinastia | Notes | Blasó                          |
| ---- | ----------- | ------------------------------------------------------------------------------------------------- | ----------- | -------- | --- | ------------------------------ |
| 23   | Joan IV     | Joan IV el Conqueridor (1339 (1340) - 1 de novembre de 1399)                                      | 1364 - 1399 | Montfort | Fill de Joan de Montfort, fou el triomfador de la Guerra de successió de Bretanya. Criticat per la seva posició proanglesa, fou atacat pel rei Carles V de França que es va apoderar breument del ducat per reunir-lo a la corona; Joan IV va reconquerir Bretanya el 1379 després d'una crida de la mateixa noblesa que un temps abans l'havia forçat a exiliar-se. | Corona de Duc i Par · Bretanya |
| 24   | Joan V      | Joan V el Savi (24 de desembre de 1389 - 29 d'agost de 1442)                                      | 1399 - 1442 | Montfort | Fill de Joan IV | Corona de Duc i Par · Bretanya |
| 25   | Francesc I  | Francesc I l'Estimat (11 de maig de 1414 - 18 de juliol de 1450)                                  | 1442 - 1450 | Montfort | Fill de Joan V i de Joana de França | Corona de Duc i Par · Bretanya |
| 26   | Pere II     | Pere II el Ximple (7 de juliol de 1418 - 22 de setembre de 1457)                                  | 1450 - 1457 | Montfort | Fill de Joan V i de Joana de França | Corona de Duc i Par · Bretanya |
| 27   | Arthur III  | Artur III el Justicier o el Conestable de Richemont (24 d'agost de 1393 - 26 de desembre de 1458) | 1457 - 1458 | Montfort | Fill de Joan IV i de Joana de Navarra | Corona de Duc i Par · Bretanya |
| 28   | Francesc II | Francesc II (23 de juny de 1433 - 9 de setembre de 1488)                                          | 1458 - 1488 | Montfort | Fill de Ricard d'Étampes, net de Joan IV | Corona de Duc i Par · Bretanya |
| 29   | Anna        | Anna (25 de gener de 1477 - 9 de gener de 1514)                                                   | 1488 - 1514 | Montfort | emperadriu del Sacre Imperi i arxiduquessa d'Àustria pel seu matrimoni amb Maximilià I, fou també reina de França, de Sicília i de Jerusalem pel seu matrimoni amb Carles VIII de França i altre cop reina de França i duquessa de Milà pel seu matrimoni amb Lluís XII de França.                                                                                   | Corona de Duc i Par · Bretanya |

### Casa capeta de Valois-Orleans
- El tres darrers ducs de Bretanya no van governar, l'usudefruit del ducat estava en mans del rei Francesc I de França

| Rang | Imatge       | Nom                                                             | Regnat      | Dinastia                | Notes | Blasó                                                          |
| ---- | ------------ | --------------------------------------------------------------- | ----------- | ----------------------- | --- | -------------------------------------------------------------- |
| 30   | Claude       | Clàudia de França (13 d'octubre de 1499 - 20 de juliol de 1524) | 1514 - 1524 | Valois-Orleans          | Filla d'Anna de Bretanya i de Lluís XII de França, duquessa de Bretanya a la mort de sa mare. Reina de França, duquessa de Milà, comtessa de Soissons, Blois, Coucy, Etampes i Montfort, pel seu matrimoni amb el rei Francesc I de França                                                              | Clàudia de França(13 d'octubre de 1499 - 20 de juliol de 1524) |
| 31   | Francesc III | Francesc III (28 de febrer de 1518 - 10 d'agost de 1536)        | 1524 - 1536 | Valois-Orleans-Angulema | Francesc III, delfí de França, fou el darrer duc coronat. El seu pare el rei Francesc I governa el ducat com usdefructurari. Aquesta atribució es va fer en contradicció amb el tractat que lligava Bretanya a França, segons el qual Bretanya havia de passar el fill segon de Francesc I de França.   | Francesc III(28 de febrer de 1518 - 10 d'agost de 1536)        |
| 32   | Enric II     | Enric (31 de març de 1519 - 10 de juliol de 1559)               | 1536 - 1547 | Valois-Orleans-Angulema | Fill segon de Francesc I de França, va esdevenir delfí i duc de Bretanya a la mort de son germà el 1536. Portà el títol de duc sense haver estat coronat a Rennes. A la mort de son pare el 1547, va esdevenir rei de França com Enric II. LEl ducat fou llavors definitivament agregat al domini reial | Lluís de França                                                |

Després de l'edicte d'unió de Bretanya a França el 1532, la població de Nantes va acollir diverses vegades als sobirans francesos al crit de: « Vive le Duc ! ».

### Títol de cortesia
| Imatge         | Nom                           | Dates       | Dinastia             | Notes | Blasó           |
| -------------- | ----------------------------- | ----------- | -------------------- | --- | --------------- |
| Sense foto     | Lluís de França               | 1704 - 1705 | Casa capeta de Borbó | Fill de Lluís de França, delfí (1711-1712), rebesnet de Lluís XIV de França - Rebé el títol de duc de Bretanya quan va néixer, però va morir als nou mesos.                                                                              |                 |
| Lluís de Borbó | Lluís de França               | 1707 - 1712 | Casa capet de Borbó  | Germà del anterior - Va rebre el títol de duc de Bretanya quan va néixer; Lluís de França va esdevenir (1712) delfí i duc de Borgonya, a la mort del seu pare Lluís de França (1682-1712), però va morir tres setmanes després.          | Lluís de França |
| Sense foto     | Francesc de Borbó (1972-1984) | 1973 - 1984 | Casa capet de Borbó  | Fill d'Alfons de Borbó i Dampierre, duc de Cadis i duc d'Anjou, pretendent legitimiste al tron de França - Va rebre el títol del seu avi Jaume Enric de Borbó el 13 d'octubre de 1973 - duc de Borbó des de la mort del seu avi el 1975. | Lluís de França |

### Pretendents
| Imatge                | Nom                      | Dates       | Dinastia     | Notes | Blasó                 |
| --------------------- | ------------------------ | ----------- | ------------ | --- | --------------------- |
| Sense foto            | Olivier de Blois (†1433) | 1420        | Blois        | comte de Penthièvre - Fill de Joan de Blois i de Margarita de Clisson - net de la duquessa Joana de Penthièvre i de Carles de Blois. | Casa de Blois         |
| Carles VIII de França | Carles VIII de França    | 1488        | Valois       | Rei de França - El 1480 el seu pare Lluís XI de França va comprar els drets del ducat per 50.000 lliures a Nicola de Blois-Bretanya, comtessa de Penthièvre i descendent i hereva d'Olivier de Blois (†1433). | Carles VIII de França |
| Sense foto            | Joan II de Rohan         | 1488        | Rohan        | Vescomte de Rohan - marit de Maria de Bretanya, filla del duc Francesc I - Com que Anna de Bretanya era filla (tot i que Francesc II l'havia fet reconèixer hereva pels estats), Joan va reclamar el ducat pel fet que el tractat de Guérande excluia les dones de la succession en presència d'un hereu mascle - va agafar en diverses ocasions el títol de duc, cosa que Carles VIII de França li va impedir posteriorment.                       | Joan II de Rohan      |
| Sense foto            | Joan de Chalon           | 1488        | Chalon-Arlay | Príncep d'Orange - Encara que mai va fer la reclamació oficial, va negociar la seva renunica a canvi de diners amb Carles VIII de França. Fill de Caterina de Bretanya, filla del darrer duc Francesc II de Bretanya, els seus drets segons le lleis bretones (tractat de Guérande) eren els millors per succeir a Francesc II de Bretanya. | Joan de Chalon        |
| Isabel d'Espanya      | Isabel Clara Eugènia     | 1590 - 1598 | Habsburg     | Infanta d'Espanya - filla gran del rei Felip II i d'Elisabet de Valois, al seu torn filla gran d'Enric II, va heretar els drets a la successió del ducat segons la regla successòria anterior a l'edicte d'unió, el rei Enric III de França era germà del darrer duc. Va refusar reconèixer l'edicte d'unió de 1532, i Felip II va enviar tropes a Bretanya per sostenir la causa de la "duquessa Isabel" i establir un pont cap als Països Baixos. | Isabel d'Espanya      |
| Felip Manel de Lorena | Felip Manel de Lorena    | 1590 - 1598 | Lorena       | Duc de Mercoeur - Governador de Bretanya - marit de Maria de Luxemburg, comtessa de Penthièvre (que fou la pretendent de fet). | Duc de Mercoeur       |

## Complements

### Títols
| Títol                                     | Dates | Titular(s) | Notes |
| ----------------------------------------- | --- | --- | --- |
| Comte de Vannes                           | 819 à 851 (851 à 877) 877 a 907 | Nominoe (Pascweten) Alan I | |
| Comte de Rennes                           | | | |
| Comte de Nantes                           | 851 a 852 852 a 870 (870 a 877) 877 a 907 938 a 952 952 a 958 960 a 981 981 a 988 988 a 990 990 a 992 1063 a 1084 1103 a 1112 1112 a 1148 1166 a 1201 1181 a 1186 1196 a 1203 | Erispoe Salomó (Pascweten) Alan I Alan II Drogó Hoel I Guerech de Bretanya Alan III de Nantes Conan I Hoel II Alan IV de Bretanya Conan III Constància Jofré II Artur I | |
| Comte de Guingamp                         | | | |
| Comte de Penthièvre                       | 1230 a 1237 1272 a 1286 1286 a 1305 1305 a 1312 1331 a 1384 | Pere I Mauclerc Joan I Joan II Artur II Joana de Penthièvre | |
| Comte de Montfort-l'Amaury                | 1345 a 1399 1399 a 1442 1442 a 1450 1450 a 1457 1457 a 1458 1458 a 1488 1488 a 1514                                                                                           | Joan IV Joan V Francesc I Pere II Artur III Francesc II Anna | El comtat de Montfort-l'Amaury va quedar lligat al ducat el 1294 pel matrimoni de la comtessa Iolanda de Montfort amb el duc Artur II. El comtat va passar a la corona de França el 1547 en el moment de la reunió definitiva del ducat de Bretanya a França per l'accessió al tron de França del seu darrer duc Enric |
| Comte de Richmond                         | 1146 a 1203 1219 a 1235 1268 a 1305 1334 à 1342 1372 à 1399 | Conan IV - Constància - Jofré II - Artur I Pere I Mauclerc Joan I - Joan II Joan III - Joan de Montfort Joan IV                                                         | |
| Honor de Richmond                         | 1399 a 1458 | Artur III | |
| Comte d'Etampes                           | 1442 a 1477 1512 a 1514 1514 a 1524 | Francesc II Anna Clàudia de França | El 1442, la vídua de Ricard de Bretanya (comte d'Etampes de 1421 a 1435), Margarita d'Orleans, va aconseguir del rei el retorn del comtat al seu fill Francesc, futur Francesc II de Bretanya. Aquesta dació fou contestada pel Duc de Borgonya pel motiu de que la mort de Lluís d'Etampes sense descendència havia retornat el comtat a la corona. El 1477 el retorn fou ratificat. El rei Lluís XI de França va donar llavors el comtat a Joan de Foix, vescomte de Narbona. A la mort de Gastó de Foix (comte de 1503 a 1512), el comtat va retornar al domini reial i Lluís XII de França el va donar a la seva esposa Anna de Bretanya. |
| Vescomte de Llemotges                     | 1290 a 1301 1301 a 1314 1317 a 1331 1331 a 1384 | Artur II Joan III Joana de Penthièvre | Pel matrimoni de Maria de Llemotges amb Artur II de Bretanya |
| Emperador del Sacre Imperi Romanogermànic | 1490 a 1491 | Anna, emperadriu | Pel seu matrimoni amb Maximilià I del Sacre Imperi Romanogermànic (matrimoni annul·lat) |
| Arxiduquessa d'Àutria                     | 1490 à 1491 | Anna | Pel seu matrimoni amb Maximilià I del Sacre Imperi Romanogermànic (matrimoni annul·lat) |
| Reina de França                           | 1491 a 1498 1499 a 1514 1515 a 1524 | Anna Clàudia de França | Pel matrimoni d'Anna amb Carles VIII de França Pel matrimonio d'Anna amb Lluís XII de França Pel matrimoni de Clàudia de França amb Francesc I de França |
| Reina de Sicília                          | | | |
| Reina de Jerusalem                        | | | |
| Duquessa de Milà                          | | | |
| Comtessa de Soissons                      | | | |
| Comtessa de Blois                         | | | |
| Comtessa de Coucy                         | 1514 a 1515 | Clàudia de França | Lluís XII de França va fer donació a la seva filla Clàudia del castell de Coucy com a dot pel seu matrimoni amb Francesc, duc d'Angulema. |
| Delfí de França                           | 1518 a 1536 1536 a 1547 | Francesc III Enric | Fill gran de Francesc I, rei de França Segon fill de Francesc I de França |

### Homenatge
Des de 1169 amb el duc Geoffroi II Plantagenet, els ducs de Bretanya feien homenatge al rei de França (a vegades transferit al rei d'Anglaterra quan aquestos es proclamaven rei de France). Ho van fer fins a Joan IV de Bretanya, o sigui durant 176 anys. Els ducs següents van fer homenatge simple tot i les reclamacions constants de la cort de França.
Els ducs devien també homenatge per altres terres que posseïen:
- al rei d'Anglaterra per l'honor de Richmond (quan el rei els ho permetia);
- al rei de França:
  - pel vescomtat de Llemotges: Des d'Artur II  a Carles de Blois
  - pel comtat de Montfort: Des de Joan IV de Bretanya.

El duc Artur III de Bretanya, que va esdevenir conestable de França abans de pujar al tron ducal, quan només era comte de Richemont — se'l coneixia amb el malnom de conestable de Richemont — va retre l'homenatge el 14 d'octubre de 1457, i ho va fer precedit d'un portador amb dues espases: una amb la punta per amunt per la dignitat ducal, i una altra en funda com a conestable.
El 1366, Joan IV de Bretanya va evitar l'homenatge, pretenent voler fer-lo, però el va fer pel comtat de Montfort. La reticència a fer l'homenatge al rei es va produir en un moment en què el poder reial es va debilitar per la Guerra dels Cent Anys quan els grans senyors feudals volien consolidar el seu poder. Un episodi destacat d'aquesta lluita sera l'anomenada Guerra boja a la que Francesc II de Bretanya va portar a Bretanya contra el desig de la noblesa, majoritàriament fidel al rei.

### Attributs

#### L'escut d'ermini

Blasó de Bretanya

L'escut d'ermini forma les armes dels ducs de Bretanya des de la seva adopció pel duc Joan III el 1316. Va substituir l'escaquejat amb cantó d'ermini introduït a Bretanya el 1213 per Pere I Mauclerc. Aquesta elecció fou deguda al fet que era la capa dels jutges i dels reis i que el dibuix s'assemblava a la flor de lis de França, que el precedent escut no valorava prou o potser es portava per l'odiada madrastra de Joan III de Bretanya. L'ermini està a l'origen de tota l'emblemàtica bretona; Joan IV de Bretanya i va dibuixar la seva divisa personal, la seva orde de cavalleria i el seu uniforme i va donar el nom de castell d'Ermini al de la seva capital Vannes/Gwened; els colors foren agafats al segle xv per la Kroaz Du (creu negre).

#### L'ermini natural
L'ermin natural, o sigui l'animal pròpiament dit s'utilitzava per a la capa blanca que es portava a l'hivern als països freds. Joan IV de Bretanya al seu retorn d'Anglaterra, al final del segle xiv, fou el primer que la va adoptar com emblema. Després apareix als segells dels ducs i dels Estats de Bretanya, a la catedral de Saint-Corentin de Quimper, en nombroses esglésies, als castells dels Montfort i arreu com a suport de les armes.
Va esdevenir el símbol de Bretanya perquè, segons la llegenda, en una cacera d'Anna de Bretanya un ermini va poder escapar a la mort, però acorralat en un camí pantanós, l'animal va preferir morir que embrutar-se; la duquessa Anna, impressionada per aquesta actitud, la va agafar i la va defensar de qualsevol que li volgués fer mal. Així fou l'emblema de Bretanya pel seu coratge i va donar naixement a la divisa Potius mori quam foedari (« Abans morir que una taca », en bretó "kentoc'h mervel eget bezañ saotret"). Algunes fonts assenyalen que el personatge afectat podria ser també |Selon les sources, le personnage cité peut aussi bien être Conan Meriadec o Alan II Barbitorte.

### Divises
- Té la meva vida en francès, Da'm buhez en bretó, divisa de la casa dels ducs de la casa de Montfort, divisa de Vannes i antiga divisa de Rennes.

- Potius mori quam foedari en llatí, Kentoc'h mervel eget bezañ saotret en bretó, a vegades escurçat a Kentoc'h mervel (abans la mort que una taca), que fa referència a l'ermini que preferia la mort a tacar-se la seva pell immaculada.[9]

## Genealogia simplificada
|  |  |  |  |                   |                   |                   |                   |                    |                    |                           |                           |                           |                           |                           |                           |                          |                          |                             |                             |                             |                             |                             |                             |                        |                        |                                        |                                        |                                        |                                        |                                        |                                        |                       |                       |                              |                              |                              |                              |                              |                              |                              |                              |                                |                                |                                |                                |                                |                                |                               |                               |                               |                               |                               |                               |                              |                              |                              |                              |                         |                         |                    |                    |                    |                    |                    |                    |  |  |                               |                               |                               |                               |                               |                               |         |         |                     |                     |                     |                     |                     |                     |  |  |  |  |  |  |  |  |  |  |  |  |
|  |  |  |  |                   |                   |                   |                   |                    |                    |                           |                           |                           |                           |                           |                           |                          |                          |                             |                             |                             |                             |                             |                             |                        |                        |                                        |                                        |                                        |                                        |                                        |                                        |                       |                       |                              |                              |                              |                              |                              |                              |                              |                              |                                |                                |                                |                                |                                |                                |                               |                               |                               |                               |                               |                               |                              |                              |                              |                              |                         |                         |                    |                    |                    |                    |                    |                    |  |  |                               |                               |                               |                               |                               |                               |         |         |                     |                     |                     |                     |                     |                     |  |  |  |  |  |  |  |  |  |  |  |  |
|  |  |  |  |                   |                   |                   |                   |                    |                    |                           |                           | Argantael                 | Argantael                 | Argantael                 | Argantael                 | Argantael                | Argantael                |                             |                             | Nominoe (+851)              | Nominoe (+851)              | Nominoe (+851)              | Nominoe (+851)              | Nominoe (+851)         | Nominoe (+851)         |                                        |                                        | germana                                | germana                                | germana                                | germana                                | germana               | germana               |                              |                              | Riwallon de Poher            | Riwallon de Poher            | Riwallon de Poher            | Riwallon de Poher            | Riwallon de Poher            | Riwallon de Poher            |                                |                                |                                |                                |                                |                                |                               |                               |                               |                               |                               |                               |                              |                              |                              |                              |                         |                         |                    |                    |                    |                    |                    |                    |  |  |                               |                               |                               |                               |                               |                               |         |         |                     |                     |                     |                     |                     |                     |  |  |  |  |  |  |  |  |  |  |  |  |
|  |  |  |  |                   |                   |                   |                   |                    |                    |                           |                           | Argantael                 | Argantael                 | Argantael                 | Argantael                 | Argantael                | Argantael                |                             |                             | Nominoe (+851)              | Nominoe (+851)              | Nominoe (+851)              | Nominoe (+851)              | Nominoe (+851)         | Nominoe (+851)         |                                        |                                        | germana                                | germana                                | germana                                | germana                                | germana               | germana               |                              |                              | Riwallon de Poher            | Riwallon de Poher            | Riwallon de Poher            | Riwallon de Poher            | Riwallon de Poher            | Riwallon de Poher            |                                |                                |                                |                                |                                |                                |                               |                               |                               |                               |                               |                               |                              |                              |                              |                              |                         |                         |                    |                    |                    |                    |                    |                    |  |  |                               |                               |                               |                               |                               |                               |         |         |                     |                     |                     |                     |                     |                     |  |  |  |  |  |  |  |  |  |  |  |  |
|  |  |  |  |                   |                   |                   |                   |                    |                    |                           |                           |                           |                           |                           |                           |                          |                          |                             |                             |                             |                             |                             |                             |                        |                        |                                        |                                        |                                        |                                        |                                        |                                        |                       |                       |                              |                              |                              |                              |                              |                              |                              |                              |                                |                                |                                |                                |                                |                                |                               |                               |                               |                               |                               |                               |                              |                              |                              |                              |                         |                         |                    |                    |                    |                    |                    |                    |  |  |                               |                               |                               |                               |                               |                               |         |         |                     |                     |                     |                     |                     |                     |  |  |  |  |  |  |  |  |  |  |  |  |
|  |  |  |  |                   |                   |                   |                   | Marmohec           | Marmohec           | Marmohec                  | Marmohec                  | Marmohec                  | Marmohec                  |                           |                           | Erispoe (851-857)        | Erispoe (851-857)        | Erispoe (851-857)           | Erispoe (851-857)           | Erispoe (851-857)           | Erispoe (851-857)           |                             |                             |                        |                        |                                        |                                        |                                        |                                        |                                        |                                        | Salomó (857-874)      | Salomó (857-874)      | Salomó (857-874)             | Salomó (857-874)             | Salomó (857-874)             | Salomó (857-874)             |                              |                              | Wembrit                      | Wembrit                      | Wembrit                        | Wembrit                        | Wembrit                        | Wembrit                        |                                |                                |                               |                               |                               |                               |                               |                               |                              |                              |                              |                              |                         |                         |                    |                    |                    |                    |                    |                    |  |  |                               |                               |                               |                               |                               |                               |         |         |                     |                     |                     |                     |                     |                     |  |  |  |  |  |  |  |  |  |  |  |  |
|  |  |  |  |                   |                   |                   |                   | Marmohec           | Marmohec           | Marmohec                  | Marmohec                  | Marmohec                  | Marmohec                  |                           |                           | Erispoe (851-857)        | Erispoe (851-857)        | Erispoe (851-857)           | Erispoe (851-857)           | Erispoe (851-857)           | Erispoe (851-857)           |                             |                             |                        |                        |                                        |                                        |                                        |                                        |                                        |                                        | Salomó (857-874)      | Salomó (857-874)      | Salomó (857-874)             | Salomó (857-874)             | Salomó (857-874)             | Salomó (857-874)             |                              |                              | Wembrit                      | Wembrit                      | Wembrit                        | Wembrit                        | Wembrit                        | Wembrit                        |                                |                                |                               |                               |                               |                               |                               |                               |                              |                              |                              |                              |                         |                         |                    |                    |                    |                    |                    |                    |  |  |                               |                               |                               |                               |                               |                               |         |         |                     |                     |                     |                     |                     |                     |  |  |  |  |  |  |  |  |  |  |  |  |
|  |  |  |  |                   |                   |                   |                   |                    |                    |                           |                           |                           |                           |                           |                           |                          |                          |                             |                             |                             |                             |                             |                             |                        |                        |                                        |                                        |                                        |                                        |                                        |                                        |                       |                       |                              |                              |                              |                              |                              |                              |                              |                              |                                |                                |                                |                                |                                |                                |                               |                               |                               |                               |                               |                               |                              |                              |                              |                              |                         |                         |                    |                    |                    |                    |                    |                    |  |  |                               |                               |                               |                               |                               |                               |         |         |                     |                     |                     |                     |                     |                     |  |  |  |  |  |  |  |  |  |  |  |  |
|  |  |  |  |                   |                   |                   |                   |                    |                    |                           |                           |                           |                           |                           |                           |                          |                          |                             |                             |                             |                             |                             |                             |                        |                        |                                        |                                        |                                        |                                        |                                        |                                        |                       |                       |                              |                              |                              |                              |                              |                              |                              |                              |                                |                                |                                |                                |                                |                                |                               |                               |                               |                               |                               |                               |                              |                              |                              |                              |                         |                         |                    |                    |                    |                    |                    |                    |  |  |                               |                               |                               |                               |                               |                               |         |         |                     |                     |                     |                     |                     |                     |  |  |  |  |  |  |  |  |  |  |  |  |
|  |  |  |  | Gurvant de Rennes | Gurvant de Rennes | Gurvant de Rennes | Gurvant de Rennes | Gurvant de Rennes  | Gurvant de Rennes  |                           |                           | Filla                     | Filla                     | Filla                     | Filla                     | Filla                    | Filla                    |                             |                             |                             |                             |                             |                             |                        |                        |                                        |                                        |                                        |                                        |                                        |                                        | Riwallon              | Riwallon              | Riwallon                     | Riwallon                     | Riwallon                     | Riwallon                     |                              |                              | Prostlon                     | Prostlon                     | Prostlon                       | Prostlon                       | Prostlon                       | Prostlon                       |                                |                                | Pascweten de Vannes (874-876) | Pascweten de Vannes (874-876) | Pascweten de Vannes (874-876) | Pascweten de Vannes (874-876) | Pascweten de Vannes (874-876) | Pascweten de Vannes (874-876) |                              |                              | Alan I (877-907)             | Alan I (877-907)             | Alan I (877-907)        | Alan I (877-907)        | Alan I (877-907)   | Alan I (877-907)   |                    |                    |                    |                    |  |  |                               |                               |                               |                               |                               |                               |         |         |                     |                     |                     |                     |                     |                     |  |  |  |  |  |  |  |  |  |  |  |  |
|  |  |  |  | Gurvant de Rennes | Gurvant de Rennes | Gurvant de Rennes | Gurvant de Rennes | Gurvant de Rennes  | Gurvant de Rennes  |                           |                           | Filla                     | Filla                     | Filla                     | Filla                     | Filla                    | Filla                    |                             |                             |                             |                             |                             |                             |                        |                        |                                        |                                        |                                        |                                        |                                        |                                        | Riwallon              | Riwallon              | Riwallon                     | Riwallon                     | Riwallon                     | Riwallon                     |                              |                              | Prostlon                     | Prostlon                     | Prostlon                       | Prostlon                       | Prostlon                       | Prostlon                       |                                |                                | Pascweten de Vannes (874-876) | Pascweten de Vannes (874-876) | Pascweten de Vannes (874-876) | Pascweten de Vannes (874-876) | Pascweten de Vannes (874-876) | Pascweten de Vannes (874-876) |                              |                              | Alan I (877-907)             | Alan I (877-907)             | Alan I (877-907)        | Alan I (877-907)        | Alan I (877-907)   | Alan I (877-907)   |                    |                    |                    |                    |  |  |                               |                               |                               |                               |                               |                               |         |         |                     |                     |                     |                     |                     |                     |  |  |  |  |  |  |  |  |  |  |  |  |
|  |  |  |  |                   |                   |                   |                   |                    |                    |                           |                           |                           |                           |                           |                           |                          |                          |                             |                             |                             |                             |                             |                             |                        |                        |                                        |                                        |                                        |                                        |                                        |                                        |                       |                       |                              |                              |                              |                              |                              |                              |                              |                              |                                |                                |                                |                                |                                |                                |                               |                               |                               |                               |                               |                               |                              |                              |                              |                              |                         |                         |                    |                    |                    |                    |                    |                    |  |  |                               |                               |                               |                               |                               |                               |         |         |                     |                     |                     |                     |                     |                     |  |  |  |  |  |  |  |  |  |  |  |  |
|  |  |  |  |                   |                   |                   |                   | Judicael de Rennes | Judicael de Rennes | Judicael de Rennes        | Judicael de Rennes        | Judicael de Rennes        | Judicael de Rennes        |                           |                           | Berenger II de Nèustria  | Berenger II de Nèustria  | Berenger II de Nèustria     | Berenger II de Nèustria     | Berenger II de Nèustria     | Berenger II de Nèustria     |                             |                             |                        |                        |                                        |                                        |                                        |                                        |                                        |                                        |                       |                       |                              |                              |                              |                              |                              |                              |                              |                              |                                |                                |                                |                                |                                |                                | Mathuedoi de Poher            | Mathuedoi de Poher            | Mathuedoi de Poher            | Mathuedoi de Poher            | Mathuedoi de Poher            | Mathuedoi de Poher            |                              |                              | una filla                    | una filla                    | una filla               | una filla               | una filla          | una filla          |                    |                    |                    |                    |  |  |                               |                               |                               |                               |                               |                               |         |         |                     |                     |                     |                     |                     |                     |  |  |  |  |  |  |  |  |  |  |  |  |
|  |  |  |  |                   |                   |                   |                   | Judicael de Rennes | Judicael de Rennes | Judicael de Rennes        | Judicael de Rennes        | Judicael de Rennes        | Judicael de Rennes        |                           |                           | Berenger II de Nèustria  | Berenger II de Nèustria  | Berenger II de Nèustria     | Berenger II de Nèustria     | Berenger II de Nèustria     | Berenger II de Nèustria     |                             |                             |                        |                        |                                        |                                        |                                        |                                        |                                        |                                        |                       |                       |                              |                              |                              |                              |                              |                              |                              |                              |                                |                                |                                |                                |                                |                                | Mathuedoi de Poher            | Mathuedoi de Poher            | Mathuedoi de Poher            | Mathuedoi de Poher            | Mathuedoi de Poher            | Mathuedoi de Poher            |                              |                              | una filla                    | una filla                    | una filla               | una filla               | una filla          | una filla          |                    |                    |                    |                    |  |  |                               |                               |                               |                               |                               |                               |         |         |                     |                     |                     |                     |                     |                     |  |  |  |  |  |  |  |  |  |  |  |  |
|  |  |  |  |                   |                   |                   |                   |                    |                    |                           |                           |                           |                           |                           |                           |                          |                          |                             |                             |                             |                             |                             |                             |                        |                        |                                        |                                        |                                        |                                        |                                        |                                        |                       |                       |                              |                              |                              |                              |                              |                              |                              |                              |                                |                                |                                |                                |                                |                                |                               |                               |                               |                               |                               |                               |                              |                              |                              |                              |                         |                         |                    |                    |                    |                    |                    |                    |  |  |                               |                               |                               |                               |                               |                               |         |         |                     |                     |                     |                     |                     |                     |  |  |  |  |  |  |  |  |  |  |  |  |
|  |  |  |  |                   |                   |                   |                   | N                  | N                  | N                         | N                         | N                         | N                         |                           |                           | N                        | N                        | N                           | N                           | N                           | N                           |                             |                             | Roscil·la d'Anjou      | Roscil·la d'Anjou      | Roscil·la d'Anjou                      | Roscil·la d'Anjou                      | Roscil·la d'Anjou                      | Roscil·la d'Anjou                      |                                        |                                        |                       |                       |                              |                              |                              |                              |                              |                              |                              |                              |                                |                                |                                |                                |                                |                                |                               |                               |                               |                               | Alan II Barbitorte (937-952)  | Alan II Barbitorte (937-952)  | Alan II Barbitorte (937-952) | Alan II Barbitorte (937-952) | Alan II Barbitorte (937-952) | Alan II Barbitorte (937-952) |                         |                         | N. de Blois        | N. de Blois        | N. de Blois        | N. de Blois        | N. de Blois        | N. de Blois        |  |  |                               |                               |                               |                               |                               |                               |         |         |                     |                     |                     |                     |                     |                     |  |  |  |  |  |  |  |  |  |  |  |  |
|  |  |  |  |                   |                   |                   |                   | N                  | N                  | N                         | N                         | N                         | N                         |                           |                           | N                        | N                        | N                           | N                           | N                           | N                           |                             |                             | Roscil·la d'Anjou      | Roscil·la d'Anjou      | Roscil·la d'Anjou                      | Roscil·la d'Anjou                      | Roscil·la d'Anjou                      | Roscil·la d'Anjou                      |                                        |                                        |                       |                       |                              |                              |                              |                              |                              |                              |                              |                              |                                |                                |                                |                                |                                |                                |                               |                               |                               |                               | Alan II Barbitorte (937-952)  | Alan II Barbitorte (937-952)  | Alan II Barbitorte (937-952) | Alan II Barbitorte (937-952) | Alan II Barbitorte (937-952) | Alan II Barbitorte (937-952) |                         |                         | N. de Blois        | N. de Blois        | N. de Blois        | N. de Blois        | N. de Blois        | N. de Blois        |  |  |                               |                               |                               |                               |                               |                               |         |         |                     |                     |                     |                     |                     |                     |  |  |  |  |  |  |  |  |  |  |  |  |
|  |  |  |  |                   |                   |                   |                   |                    |                    |                           |                           |                           |                           |                           |                           |                          |                          |                             |                             |                             |                             |                             |                             |                        |                        |                                        |                                        |                                        |                                        |                                        |                                        |                       |                       |                              |                              |                              |                              |                              |                              |                              |                              |                                |                                |                                |                                |                                |                                |                               |                               |                               |                               |                               |                               |                              |                              |                              |                              |                         |                         |                    |                    |                    |                    |                    |                    |  |  |                               |                               |                               |                               |                               |                               |         |         |                     |                     |                     |                     |                     |                     |  |  |  |  |  |  |  |  |  |  |  |  |
|  |  |  |  |                   |                   |                   |                   |                    |                    |                           |                           |                           |                           |                           |                           |                          |                          |                             |                             |                             |                             |                             |                             |                        |                        |                                        |                                        |                                        |                                        |                                        |                                        |                       |                       |                              |                              |                              |                              |                              |                              |                              |                              |                                |                                |                                |                                |                                |                                |                               |                               |                               |                               |                               |                               |                              |                              |                              |                              |                         |                         |                    |                    |                    |                    |                    |                    |  |  |                               |                               |                               |                               |                               |                               |         |         |                     |                     |                     |                     |                     |                     |  |  |  |  |  |  |  |  |  |  |  |  |
|  |  |  |  |                   |                   |                   |                   |                    |                    |                           |                           | Juhel Berenger de Rennes  | Juhel Berenger de Rennes  | Juhel Berenger de Rennes  | Juhel Berenger de Rennes  | Juhel Berenger de Rennes | Juhel Berenger de Rennes |                             |                             |                             |                             |                             |                             |                        |                        |                                        |                                        |                                        |                                        |                                        |                                        |                       |                       |                              |                              |                              |                              | Gerberga (de Nantes ?)       | Gerberga (de Nantes ?)       | Gerberga (de Nantes ?)       | Gerberga (de Nantes ?)       | Gerberga (de Nantes ?)         | Gerberga (de Nantes ?)         |                                |                                |                                |                                |                               |                               |                               |                               |                               |                               |                              |                              |                              |                              | Drogó (952-958 ?)       | Drogó (952-958 ?)       | Drogó (952-958 ?)  | Drogó (952-958 ?)  | Drogó (952-958 ?)  | Drogó (952-958 ?)  |                    |                    |  |  | Judit                         | Judit                         | Judit                         | Judit                         | Judit                         | Judit                         |         |         |                     |                     |                     |                     |                     |                     |  |  |  |  |  |  |  |  |  |  |  |  |
|  |  |  |  |                   |                   |                   |                   |                    |                    |                           |                           | Juhel Berenger de Rennes  | Juhel Berenger de Rennes  | Juhel Berenger de Rennes  | Juhel Berenger de Rennes  | Juhel Berenger de Rennes | Juhel Berenger de Rennes |                             |                             |                             |                             |                             |                             |                        |                        |                                        |                                        |                                        |                                        |                                        |                                        |                       |                       |                              |                              |                              |                              | Gerberga (de Nantes ?)       | Gerberga (de Nantes ?)       | Gerberga (de Nantes ?)       | Gerberga (de Nantes ?)       | Gerberga (de Nantes ?)         | Gerberga (de Nantes ?)         |                                |                                |                                |                                |                               |                               |                               |                               |                               |                               |                              |                              |                              |                              | Drogó (952-958 ?)       | Drogó (952-958 ?)       | Drogó (952-958 ?)  | Drogó (952-958 ?)  | Drogó (952-958 ?)  | Drogó (952-958 ?)  |                    |                    |  |  | Judit                         | Judit                         | Judit                         | Judit                         | Judit                         | Judit                         |         |         |                     |                     |                     |                     |                     |                     |  |  |  |  |  |  |  |  |  |  |  |  |
|  |  |  |  |                   |                   |                   |                   |                    |                    |                           |                           |                           |                           |                           |                           |                          |                          |                             |                             |                             |                             |                             |                             |                        |                        |                                        |                                        |                                        |                                        |                                        |                                        |                       |                       |                              |                              |                              |                              |                              |                              |                              |                              |                                |                                |                                |                                |                                |                                |                               |                               |                               |                               |                               |                               |                              |                              |                              |                              |                         |                         |                    |                    |                    |                    |                    |                    |  |  |                               |                               |                               |                               |                               |                               |         |         |                     |                     |                     |                     |                     |                     |  |  |  |  |  |  |  |  |  |  |  |  |
|  |  |  |  |                   |                   |                   |                   |                    |                    |                           |                           |                           |                           |                           |                           |                          |                          |                             |                             |                             |                             |                             |                             |                        |                        |                                        |                                        |                                        |                                        |                                        |                                        |                       |                       |                              |                              |                              |                              |                              |                              |                              |                              |                                |                                |                                |                                |                                |                                |                               |                               |                               |                               |                               |                               |                              |                              |                              |                              |                         |                         |                    |                    |                    |                    |                    |                    |  |  |                               |                               |                               |                               |                               |                               |         |         |                     |                     |                     |                     |                     |                     |  |  |  |  |  |  |  |  |  |  |  |  |
|  |  |  |  |                   |                   |                   |                   |                    |                    |                           |                           |                           |                           |                           |                           |                          |                          |                             |                             |                             |                             | Conan I (980-992)           | Conan I (980-992)           | Conan I (980-992)      | Conan I (980-992)      | Conan I (980-992)                      | Conan I (980-992)                      |                                        |                                        |                                        |                                        |                       |                       | Ermengarda d'Anjou           | Ermengarda d'Anjou           | Ermengarda d'Anjou           | Ermengarda d'Anjou           | Ermengarda d'Anjou           | Ermengarda d'Anjou           |                              |                              |                                |                                |                                |                                |                                |                                |                               |                               |                               |                               |                               |                               |                              |                              |                              |                              |                         |                         | Hoel I (958-981)   | Hoel I (958-981)   | Hoel I (958-981)   | Hoel I (958-981)   | Hoel I (958-981)   | Hoel I (958-981)   |  |  | Guerech de Bretanya (981-988) | Guerech de Bretanya (981-988) | Guerech de Bretanya (981-988) | Guerech de Bretanya (981-988) | Guerech de Bretanya (981-988) | Guerech de Bretanya (981-988) |         |         | Aremburga d'Ancenis | Aremburga d'Ancenis | Aremburga d'Ancenis | Aremburga d'Ancenis | Aremburga d'Ancenis | Aremburga d'Ancenis |  |  |  |  |  |  |  |  |  |  |  |  |
|  |  |  |  |                   |                   |                   |                   |                    |                    |                           |                           |                           |                           |                           |                           |                          |                          |                             |                             |                             |                             | Conan I (980-992)           | Conan I (980-992)           | Conan I (980-992)      | Conan I (980-992)      | Conan I (980-992)                      | Conan I (980-992)                      |                                        |                                        |                                        |                                        |                       |                       | Ermengarda d'Anjou           | Ermengarda d'Anjou           | Ermengarda d'Anjou           | Ermengarda d'Anjou           | Ermengarda d'Anjou           | Ermengarda d'Anjou           |                              |                              |                                |                                |                                |                                |                                |                                |                               |                               |                               |                               |                               |                               |                              |                              |                              |                              |                         |                         | Hoel I (958-981)   | Hoel I (958-981)   | Hoel I (958-981)   | Hoel I (958-981)   | Hoel I (958-981)   | Hoel I (958-981)   |  |  | Guerech de Bretanya (981-988) | Guerech de Bretanya (981-988) | Guerech de Bretanya (981-988) | Guerech de Bretanya (981-988) | Guerech de Bretanya (981-988) | Guerech de Bretanya (981-988) |         |         | Aremburga d'Ancenis | Aremburga d'Ancenis | Aremburga d'Ancenis | Aremburga d'Ancenis | Aremburga d'Ancenis | Aremburga d'Ancenis |  |  |  |  |  |  |  |  |  |  |  |  |
|  |  |  |  |                   |                   |                   |                   |                    |                    |                           |                           |                           |                           |                           |                           |                          |                          |                             |                             |                             |                             |                             |                             |                        |                        |                                        |                                        |                                        |                                        |                                        |                                        |                       |                       |                              |                              |                              |                              |                              |                              |                              |                              |                                |                                |                                |                                |                                |                                |                               |                               |                               |                               |                               |                               |                              |                              |                              |                              |                         |                         |                    |                    |                    |                    |                    |                    |  |  |                               |                               |                               |                               |                               |                               |         |         |                     |                     |                     |                     |                     |                     |  |  |  |  |  |  |  |  |  |  |  |  |
|  |  |  |  |                   |                   |                   |                   |                    |                    |                           |                           |                           |                           |                           |                           |                          |                          |                             |                             |                             |                             |                             |                             |                        |                        |                                        |                                        |                                        |                                        |                                        |                                        |                       |                       |                              |                              |                              |                              |                              |                              |                              |                              |                                |                                |                                |                                |                                |                                |                               |                               |                               |                               |                               |                               |                              |                              |                              |                              |                         |                         |                    |                    |                    |                    |                    |                    |  |  |                               |                               |                               |                               |                               |                               |         |         |                     |                     |                     |                     |                     |                     |  |  |  |  |  |  |  |  |  |  |  |  |
|  |  |  |  |                   |                   |                   |                   |                    |                    |                           |                           | Havoisa de Normandia      | Havoisa de Normandia      | Havoisa de Normandia      | Havoisa de Normandia      | Havoisa de Normandia     | Havoisa de Normandia     |                             |                             |                             |                             |                             |                             | Geoffroi I (992-1008)  | Geoffroi I (992-1008)  | Geoffroi I (992-1008)                  | Geoffroi I (992-1008)                  | Geoffroi I (992-1008)                  | Geoffroi I (992-1008)                  |                                        |                                        | Judit                 | Judit                 | Judit                        | Judit                        | Judit                        | Judit                        |                              |                              | Ricard II de Normandia       | Ricard II de Normandia       | Ricard II de Normandia         | Ricard II de Normandia         | Ricard II de Normandia         | Ricard II de Normandia         |                                |                                | Melisenda                     | Melisenda                     | Melisenda                     | Melisenda                     | Melisenda                     | Melisenda                     |                              |                              |                              |                              |                         |                         | Judicael de Nantes | Judicael de Nantes | Judicael de Nantes | Judicael de Nantes | Judicael de Nantes | Judicael de Nantes |  |  |                               |                               |                               |                               | Alan II                       | Alan II                       | Alan II | Alan II | Alan II             | Alan II             |                     |                     |                     |                     |  |  |  |  |  |  |  |  |  |  |  |  |
|  |  |  |  |                   |                   |                   |                   |                    |                    |                           |                           | Havoisa de Normandia      | Havoisa de Normandia      | Havoisa de Normandia      | Havoisa de Normandia      | Havoisa de Normandia     | Havoisa de Normandia     |                             |                             |                             |                             |                             |                             | Geoffroi I (992-1008)  | Geoffroi I (992-1008)  | Geoffroi I (992-1008)                  | Geoffroi I (992-1008)                  | Geoffroi I (992-1008)                  | Geoffroi I (992-1008)                  |                                        |                                        | Judit                 | Judit                 | Judit                        | Judit                        | Judit                        | Judit                        |                              |                              | Ricard II de Normandia       | Ricard II de Normandia       | Ricard II de Normandia         | Ricard II de Normandia         | Ricard II de Normandia         | Ricard II de Normandia         |                                |                                | Melisenda                     | Melisenda                     | Melisenda                     | Melisenda                     | Melisenda                     | Melisenda                     |                              |                              |                              |                              |                         |                         | Judicael de Nantes | Judicael de Nantes | Judicael de Nantes | Judicael de Nantes | Judicael de Nantes | Judicael de Nantes |  |  |                               |                               |                               |                               | Alan II                       | Alan II                       | Alan II | Alan II | Alan II             | Alan II             |                     |                     |                     |                     |  |  |  |  |  |  |  |  |  |  |  |  |
|  |  |  |  |                   |                   |                   |                   |                    |                    |                           |                           |                           |                           |                           |                           |                          |                          |                             |                             |                             |                             |                             |                             |                        |                        |                                        |                                        |                                        |                                        |                                        |                                        |                       |                       |                              |                              |                              |                              |                              |                              |                              |                              |                                |                                |                                |                                |                                |                                |                               |                               |                               |                               |                               |                               |                              |                              |                              |                              |                         |                         |                    |                    |                    |                    |                    |                    |  |  |                               |                               |                               |                               |                               |                               |         |         |                     |                     |                     |                     |                     |                     |  |  |  |  |  |  |  |  |  |  |  |  |
|  |  |  |  |                   |                   |                   |                   |                    |                    |                           |                           |                           |                           |                           |                           |                          |                          |                             |                             |                             |                             |                             |                             |                        |                        |                                        |                                        |                                        |                                        |                                        |                                        |                       |                       |                              |                              |                              |                              |                              |                              |                              |                              |                                |                                |                                |                                |                                |                                |                               |                               |                               |                               |                               |                               |                              |                              |                              |                              |                         |                         |                    |                    |                    |                    |                    |                    |  |  |                               |                               |                               |                               |                               |                               |         |         |                     |                     |                     |                     |                     |                     |  |  |  |  |  |  |  |  |  |  |  |  |
|  |  |  |  |                   |                   |                   |                   |                    |                    |                           |                           |                           |                           | Odó de Penthièvre         | Odó de Penthièvre         | Odó de Penthièvre        | Odó de Penthièvre        | Odó de Penthièvre           | Odó de Penthièvre           |                             |                             | Alan III (1008-1040)        | Alan III (1008-1040)        | Alan III (1008-1040)   | Alan III (1008-1040)   | Alan III (1008-1040)                   | Alan III (1008-1040)                   |                                        |                                        | Berta de Blois                         | Berta de Blois                         | Berta de Blois        | Berta de Blois        | Berta de Blois               | Berta de Blois               |                              |                              |                              |                              |                              |                              | Alain Canhiart de Cornualla    | Alain Canhiart de Cornualla    | Alain Canhiart de Cornualla    | Alain Canhiart de Cornualla    | Alain Canhiart de Cornualla    | Alain Canhiart de Cornualla    |                               |                               | Judit de Nantes               | Judit de Nantes               | Judit de Nantes               | Judit de Nantes               | Judit de Nantes              | Judit de Nantes              |                              |                              | Budic de Nantes         | Budic de Nantes         | Budic de Nantes    | Budic de Nantes    | Budic de Nantes    | Budic de Nantes    |                    |                    |  |  |                               |                               |                               |                               |                               |                               |         |         |                     |                     |                     |                     |                     |                     |  |  |  |  |  |  |  |  |  |  |  |  |
|  |  |  |  |                   |                   |                   |                   |                    |                    |                           |                           |                           |                           | Odó de Penthièvre         | Odó de Penthièvre         | Odó de Penthièvre        | Odó de Penthièvre        | Odó de Penthièvre           | Odó de Penthièvre           |                             |                             | Alan III (1008-1040)        | Alan III (1008-1040)        | Alan III (1008-1040)   | Alan III (1008-1040)   | Alan III (1008-1040)                   | Alan III (1008-1040)                   |                                        |                                        | Berta de Blois                         | Berta de Blois                         | Berta de Blois        | Berta de Blois        | Berta de Blois               | Berta de Blois               |                              |                              |                              |                              |                              |                              | Alain Canhiart de Cornualla    | Alain Canhiart de Cornualla    | Alain Canhiart de Cornualla    | Alain Canhiart de Cornualla    | Alain Canhiart de Cornualla    | Alain Canhiart de Cornualla    |                               |                               | Judit de Nantes               | Judit de Nantes               | Judit de Nantes               | Judit de Nantes               | Judit de Nantes              | Judit de Nantes              |                              |                              | Budic de Nantes         | Budic de Nantes         | Budic de Nantes    | Budic de Nantes    | Budic de Nantes    | Budic de Nantes    |                    |                    |  |  |                               |                               |                               |                               |                               |                               |         |         |                     |                     |                     |                     |                     |                     |  |  |  |  |  |  |  |  |  |  |  |  |
|  |  |  |  |                   |                   |                   |                   |                    |                    |                           |                           |                           |                           |                           |                           |                          |                          |                             |                             |                             |                             |                             |                             |                        |                        |                                        |                                        |                                        |                                        |                                        |                                        |                       |                       |                              |                              |                              |                              |                              |                              |                              |                              |                                |                                |                                |                                |                                |                                |                               |                               |                               |                               |                               |                               |                              |                              |                              |                              |                         |                         |                    |                    |                    |                    |                    |                    |  |  |                               |                               |                               |                               |                               |                               |         |         |                     |                     |                     |                     |                     |                     |  |  |  |  |  |  |  |  |  |  |  |  |
|  |  |  |  |                   |                   |                   |                   |                    |                    |                           |                           |                           |                           |                           |                           |                          |                          |                             |                             |                             |                             |                             |                             |                        |                        |                                        |                                        |                                        |                                        |                                        |                                        |                       |                       |                              |                              |                              |                              |                              |                              |                              |                              |                                |                                |                                |                                |                                |                                |                               |                               |                               |                               |                               |                               |                              |                              |                              |                              |                         |                         |                    |                    |                    |                    |                    |                    |  |  |                               |                               |                               |                               |                               |                               |         |         |                     |                     |                     |                     |                     |                     |  |  |  |  |  |  |  |  |  |  |  |  |
|  |  |  |  |                   |                   |                   |                   |                    |                    |                           |                           |                           |                           |                           |                           |                          |                          |                             |                             |                             |                             | Conan II (1040-1066)        | Conan II (1040-1066)        | Conan II (1040-1066)   | Conan II (1040-1066)   | Conan II (1040-1066)                   | Conan II (1040-1066)                   |                                        |                                        | Havoisa                                | Havoisa                                | Havoisa               | Havoisa               | Havoisa                      | Havoisa                      |                              |                              |                              |                              |                              |                              |                                |                                |                                |                                | Hoel II (1066-1084)            | Hoel II (1066-1084)            | Hoel II (1066-1084)           | Hoel II (1066-1084)           | Hoel II (1066-1084)           | Hoel II (1066-1084)           |                               |                               |                              |                              |                              |                              |                         |                         |                    |                    |                    |                    |                    |                    |  |  |                               |                               |                               |                               |                               |                               |         |         |                     |                     |                     |                     |                     |                     |  |  |  |  |  |  |  |  |  |  |  |  |
|  |  |  |  |                   |                   |                   |                   |                    |                    |                           |                           |                           |                           |                           |                           |                          |                          |                             |                             |                             |                             | Conan II (1040-1066)        | Conan II (1040-1066)        | Conan II (1040-1066)   | Conan II (1040-1066)   | Conan II (1040-1066)                   | Conan II (1040-1066)                   |                                        |                                        | Havoisa                                | Havoisa                                | Havoisa               | Havoisa               | Havoisa                      | Havoisa                      |                              |                              |                              |                              |                              |                              |                                |                                |                                |                                | Hoel II (1066-1084)            | Hoel II (1066-1084)            | Hoel II (1066-1084)           | Hoel II (1066-1084)           | Hoel II (1066-1084)           | Hoel II (1066-1084)           |                               |                               |                              |                              |                              |                              |                         |                         |                    |                    |                    |                    |                    |                    |  |  |                               |                               |                               |                               |                               |                               |         |         |                     |                     |                     |                     |                     |                     |  |  |  |  |  |  |  |  |  |  |  |  |
|  |  |  |  |                   |                   |                   |                   |                    |                    |                           |                           |                           |                           |                           |                           |                          |                          |                             |                             |                             |                             |                             |                             |                        |                        |                                        |                                        |                                        |                                        |                                        |                                        |                       |                       |                              |                              |                              |                              |                              |                              |                              |                              |                                |                                |                                |                                |                                |                                |                               |                               |                               |                               |                               |                               |                              |                              |                              |                              |                         |                         |                    |                    |                    |                    |                    |                    |  |  |                               |                               |                               |                               |                               |                               |         |         |                     |                     |                     |                     |                     |                     |  |  |  |  |  |  |  |  |  |  |  |  |
|  |  |  |  |                   |                   |                   |                   |                    |                    |                           |                           |                           |                           |                           |                           |                          |                          |                             |                             |                             |                             |                             |                             |                        |                        |                                        |                                        |                                        |                                        |                                        |                                        |                       |                       |                              |                              |                              |                              |                              |                              |                              |                              |                                |                                |                                |                                |                                |                                |                               |                               |                               |                               |                               |                               |                              |                              |                              |                              |                         |                         |                    |                    |                    |                    |                    |                    |  |  |                               |                               |                               |                               |                               |                               |         |         |                     |                     |                     |                     |                     |                     |  |  |  |  |  |  |  |  |  |  |  |  |
|  |  |  |  |                   |                   |                   |                   |                    |                    | Esteve I de Penthièvre    | Esteve I de Penthièvre    | Esteve I de Penthièvre    | Esteve I de Penthièvre    | Esteve I de Penthièvre    | Esteve I de Penthièvre    |                          |                          | Geoffroi de Penthièvre      | Geoffroi de Penthièvre      | Geoffroi de Penthièvre      | Geoffroi de Penthièvre      | Geoffroi de Penthièvre      | Geoffroi de Penthièvre      |                        |                        |                                        |                                        |                                        |                                        | Alan IV (1084-1112)                    | Alan IV (1084-1112)                    | Alan IV (1084-1112)   | Alan IV (1084-1112)   | Alan IV (1084-1112)          | Alan IV (1084-1112)          |                              |                              |                              |                              |                              |                              |                                |                                |                                |                                | Ermengarda d'Anjou             | Ermengarda d'Anjou             | Ermengarda d'Anjou            | Ermengarda d'Anjou            | Ermengarda d'Anjou            | Ermengarda d'Anjou            |                               |                               |                              |                              |                              |                              |                         |                         |                    |                    |                    |                    |                    |                    |  |  |                               |                               |                               |                               |                               |                               |         |         |                     |                     |                     |                     |                     |                     |  |  |  |  |  |  |  |  |  |  |  |  |
|  |  |  |  |                   |                   |                   |                   |                    |                    | Esteve I de Penthièvre    | Esteve I de Penthièvre    | Esteve I de Penthièvre    | Esteve I de Penthièvre    | Esteve I de Penthièvre    | Esteve I de Penthièvre    |                          |                          | Geoffroi de Penthièvre      | Geoffroi de Penthièvre      | Geoffroi de Penthièvre      | Geoffroi de Penthièvre      | Geoffroi de Penthièvre      | Geoffroi de Penthièvre      |                        |                        |                                        |                                        |                                        |                                        | Alan IV (1084-1112)                    | Alan IV (1084-1112)                    | Alan IV (1084-1112)   | Alan IV (1084-1112)   | Alan IV (1084-1112)          | Alan IV (1084-1112)          |                              |                              |                              |                              |                              |                              |                                |                                |                                |                                | Ermengarda d'Anjou             | Ermengarda d'Anjou             | Ermengarda d'Anjou            | Ermengarda d'Anjou            | Ermengarda d'Anjou            | Ermengarda d'Anjou            |                               |                               |                              |                              |                              |                              |                         |                         |                    |                    |                    |                    |                    |                    |  |  |                               |                               |                               |                               |                               |                               |         |         |                     |                     |                     |                     |                     |                     |  |  |  |  |  |  |  |  |  |  |  |  |
|  |  |  |  |                   |                   |                   |                   |                    |                    |                           |                           |                           |                           |                           |                           |                          |                          |                             |                             |                             |                             |                             |                             |                        |                        |                                        |                                        |                                        |                                        |                                        |                                        |                       |                       |                              |                              |                              |                              |                              |                              |                              |                              |                                |                                |                                |                                |                                |                                |                               |                               |                               |                               |                               |                               |                              |                              |                              |                              |                         |                         |                    |                    |                    |                    |                    |                    |  |  |                               |                               |                               |                               |                               |                               |         |         |                     |                     |                     |                     |                     |                     |  |  |  |  |  |  |  |  |  |  |  |  |
|  |  |  |  |                   |                   |                   |                   |                    |                    |                           |                           |                           |                           |                           |                           |                          |                          |                             |                             |                             |                             |                             |                             |                        |                        |                                        |                                        |                                        |                                        |                                        |                                        |                       |                       |                              |                              |                              |                              |                              |                              |                              |                              |                                |                                |                                |                                |                                |                                |                               |                               |                               |                               |                               |                               |                              |                              |                              |                              |                         |                         |                    |                    |                    |                    |                    |                    |  |  |                               |                               |                               |                               |                               |                               |         |         |                     |                     |                     |                     |                     |                     |  |  |  |  |  |  |  |  |  |  |  |  |
|  |  |  |  |                   |                   |                   |                   |                    |                    |                           |                           |                           |                           |                           |                           |                          |                          |                             |                             |                             |                             |                             |                             |                        |                        |                                        |                                        |                                        |                                        | Conan III (1112-1148)                  | Conan III (1112-1148)                  | Conan III (1112-1148) | Conan III (1112-1148) | Conan III (1112-1148)        | Conan III (1112-1148)        |                              |                              |                              |                              |                              |                              |                                |                                |                                |                                | Matilde d'Anglaterra           | Matilde d'Anglaterra           | Matilde d'Anglaterra          | Matilde d'Anglaterra          | Matilde d'Anglaterra          | Matilde d'Anglaterra          |                               |                               |                              |                              |                              |                              |                         |                         |                    |                    |                    |                    |                    |                    |  |  |                               |                               |                               |                               |                               |                               |         |         |                     |                     |                     |                     |                     |                     |  |  |  |  |  |  |  |  |  |  |  |  |
|  |  |  |  |                   |                   |                   |                   |                    |                    |                           |                           |                           |                           |                           |                           |                          |                          |                             |                             |                             |                             |                             |                             |                        |                        |                                        |                                        |                                        |                                        | Conan III (1112-1148)                  | Conan III (1112-1148)                  | Conan III (1112-1148) | Conan III (1112-1148) | Conan III (1112-1148)        | Conan III (1112-1148)        |                              |                              |                              |                              |                              |                              |                                |                                |                                |                                | Matilde d'Anglaterra           | Matilde d'Anglaterra           | Matilde d'Anglaterra          | Matilde d'Anglaterra          | Matilde d'Anglaterra          | Matilde d'Anglaterra          |                               |                               |                              |                              |                              |                              |                         |                         |                    |                    |                    |                    |                    |                    |  |  |                               |                               |                               |                               |                               |                               |         |         |                     |                     |                     |                     |                     |                     |  |  |  |  |  |  |  |  |  |  |  |  |
|  |  |  |  |                   |                   |                   |                   |                    |                    |                           |                           |                           |                           |                           |                           |                          |                          |                             |                             |                             |                             |                             |                             |                        |                        |                                        |                                        |                                        |                                        |                                        |                                        |                       |                       |                              |                              |                              |                              |                              |                              |                              |                              |                                |                                |                                |                                |                                |                                |                               |                               |                               |                               |                               |                               |                              |                              |                              |                              |                         |                         |                    |                    |                    |                    |                    |                    |  |  |                               |                               |                               |                               |                               |                               |         |         |                     |                     |                     |                     |                     |                     |  |  |  |  |  |  |  |  |  |  |  |  |
|  |  |  |  |                   |                   |                   |                   |                    |                    |                           |                           |                           |                           |                           |                           |                          |                          |                             |                             |                             |                             |                             |                             |                        |                        |                                        |                                        |                                        |                                        |                                        |                                        |                       |                       |                              |                              |                              |                              |                              |                              |                              |                              |                                |                                |                                |                                |                                |                                |                               |                               |                               |                               |                               |                               |                              |                              |                              |                              |                         |                         |                    |                    |                    |                    |                    |                    |  |  |                               |                               |                               |                               |                               |                               |         |         |                     |                     |                     |                     |                     |                     |  |  |  |  |  |  |  |  |  |  |  |  |
|  |  |  |  |                   |                   |                   |                   |                    |                    | Geoffroi II de Penthièvre | Geoffroi II de Penthièvre | Geoffroi II de Penthièvre | Geoffroi II de Penthièvre | Geoffroi II de Penthièvre | Geoffroi II de Penthièvre |                          |                          |                             |                             |                             |                             | Alan el Negre               | Alan el Negre               | Alan el Negre          | Alan el Negre          | Alan el Negre                          | Alan el Negre                          |                                        |                                        | Berta (1148-1156)                      | Berta (1148-1156)                      | Berta (1148-1156)     | Berta (1148-1156)     | Berta (1148-1156)            | Berta (1148-1156)            |                              |                              | Eudes de Porhoet (1148-1186) | Eudes de Porhoet (1148-1186) | Eudes de Porhoet (1148-1186) | Eudes de Porhoet (1148-1186) | Eudes de Porhoet (1148-1186)   | Eudes de Porhoet (1148-1186)   |                                |                                | Hoel III (1148)                | Hoel III (1148)                | Hoel III (1148)               | Hoel III (1148)               | Hoel III (1148)               | Hoel III (1148)               |                               |                               |                              |                              |                              |                              |                         |                         |                    |                    |                    |                    |                    |                    |  |  |                               |                               |                               |                               |                               |                               |         |         |                     |                     |                     |                     |                     |                     |  |  |  |  |  |  |  |  |  |  |  |  |
|  |  |  |  |                   |                   |                   |                   |                    |                    | Geoffroi II de Penthièvre | Geoffroi II de Penthièvre | Geoffroi II de Penthièvre | Geoffroi II de Penthièvre | Geoffroi II de Penthièvre | Geoffroi II de Penthièvre |                          |                          |                             |                             |                             |                             | Alan el Negre               | Alan el Negre               | Alan el Negre          | Alan el Negre          | Alan el Negre                          | Alan el Negre                          |                                        |                                        | Berta (1148-1156)                      | Berta (1148-1156)                      | Berta (1148-1156)     | Berta (1148-1156)     | Berta (1148-1156)            | Berta (1148-1156)            |                              |                              | Eudes de Porhoet (1148-1186) | Eudes de Porhoet (1148-1186) | Eudes de Porhoet (1148-1186) | Eudes de Porhoet (1148-1186) | Eudes de Porhoet (1148-1186)   | Eudes de Porhoet (1148-1186)   |                                |                                | Hoel III (1148)                | Hoel III (1148)                | Hoel III (1148)               | Hoel III (1148)               | Hoel III (1148)               | Hoel III (1148)               |                               |                               |                              |                              |                              |                              |                         |                         |                    |                    |                    |                    |                    |                    |  |  |                               |                               |                               |                               |                               |                               |         |         |                     |                     |                     |                     |                     |                     |  |  |  |  |  |  |  |  |  |  |  |  |
|  |  |  |  |                   |                   |                   |                   |                    |                    |                           |                           |                           |                           |                           |                           |                          |                          |                             |                             |                             |                             |                             |                             |                        |                        |                                        |                                        |                                        |                                        |                                        |                                        |                       |                       |                              |                              |                              |                              |                              |                              |                              |                              |                                |                                |                                |                                |                                |                                |                               |                               |                               |                               |                               |                               |                              |                              |                              |                              |                         |                         |                    |                    |                    |                    |                    |                    |  |  |                               |                               |                               |                               |                               |                               |         |         |                     |                     |                     |                     |                     |                     |  |  |  |  |  |  |  |  |  |  |  |  |
|  |  |  |  |                   |                   |                   |                   |                    |                    |                           |                           |                           |                           |                           |                           |                          |                          |                             |                             |                             |                             |                             |                             |                        |                        |                                        |                                        |                                        |                                        |                                        |                                        |                       |                       |                              |                              |                              |                              |                              |                              |                              |                              |                                |                                |                                |                                |                                |                                |                               |                               |                               |                               |                               |                               |                              |                              |                              |                              |                         |                         |                    |                    |                    |                    |                    |                    |  |  |                               |                               |                               |                               |                               |                               |         |         |                     |                     |                     |                     |                     |                     |  |  |  |  |  |  |  |  |  |  |  |  |
|  |  |  |  |                   |                   |                   |                   |                    |                    | Enric II rei d'Anglaterra | Enric II rei d'Anglaterra | Enric II rei d'Anglaterra | Enric II rei d'Anglaterra | Enric II rei d'Anglaterra | Enric II rei d'Anglaterra |                          |                          | Conan IV (1156-1166)        | Conan IV (1156-1166)        | Conan IV (1156-1166)        | Conan IV (1156-1166)        | Conan IV (1156-1166)        | Conan IV (1156-1166)        |                        |                        | Margarita d'Huntingdon                 | Margarita d'Huntingdon                 | Margarita d'Huntingdon                 | Margarita d'Huntingdon                 | Margarita d'Huntingdon                 | Margarita d'Huntingdon                 |                       |                       |                              |                              |                              |                              |                              |                              |                              |                              |                                |                                |                                |                                |                                |                                |                               |                               |                               |                               |                               |                               |                              |                              |                              |                              |                         |                         |                    |                    |                    |                    |                    |                    |  |  |                               |                               |                               |                               |                               |                               |         |         |                     |                     |                     |                     |                     |                     |  |  |  |  |  |  |  |  |  |  |  |  |
|  |  |  |  |                   |                   |                   |                   |                    |                    | Enric II rei d'Anglaterra | Enric II rei d'Anglaterra | Enric II rei d'Anglaterra | Enric II rei d'Anglaterra | Enric II rei d'Anglaterra | Enric II rei d'Anglaterra |                          |                          | Conan IV (1156-1166)        | Conan IV (1156-1166)        | Conan IV (1156-1166)        | Conan IV (1156-1166)        | Conan IV (1156-1166)        | Conan IV (1156-1166)        |                        |                        | Margarita d'Huntingdon                 | Margarita d'Huntingdon                 | Margarita d'Huntingdon                 | Margarita d'Huntingdon                 | Margarita d'Huntingdon                 | Margarita d'Huntingdon                 |                       |                       |                              |                              |                              |                              |                              |                              |                              |                              |                                |                                |                                |                                |                                |                                |                               |                               |                               |                               |                               |                               |                              |                              |                              |                              |                         |                         |                    |                    |                    |                    |                    |                    |  |  |                               |                               |                               |                               |                               |                               |         |         |                     |                     |                     |                     |                     |                     |  |  |  |  |  |  |  |  |  |  |  |  |
|  |  |  |  |                   |                   |                   |                   |                    |                    |                           |                           |                           |                           |                           |                           |                          |                          |                             |                             |                             |                             |                             |                             |                        |                        |                                        |                                        |                                        |                                        |                                        |                                        |                       |                       |                              |                              |                              |                              |                              |                              |                              |                              |                                |                                |                                |                                |                                |                                |                               |                               |                               |                               |                               |                               |                              |                              |                              |                              |                         |                         |                    |                    |                    |                    |                    |                    |  |  |                               |                               |                               |                               |                               |                               |         |         |                     |                     |                     |                     |                     |                     |  |  |  |  |  |  |  |  |  |  |  |  |
|  |  |  |  |                   |                   |                   |                   |                    |                    | Jofré II (1181-1186)      | Jofré II (1181-1186)      | Jofré II (1181-1186)      | Jofré II (1181-1186)      | Jofré II (1181-1186)      | Jofré II (1181-1186)      |                          |                          |                             |                             |                             |                             | Constància (1166-1201)      | Constància (1166-1201)      | Constància (1166-1201) | Constància (1166-1201) | Constància (1166-1201)                 | Constància (1166-1201)                 |                                        |                                        | Guiu de Thouars                        | Guiu de Thouars                        | Guiu de Thouars       | Guiu de Thouars       | Guiu de Thouars              | Guiu de Thouars              |                              |                              |                              |                              |                              |                              |                                |                                |                                |                                |                                |                                |                               |                               |                               |                               |                               |                               |                              |                              |                              |                              |                         |                         |                    |                    |                    |                    |                    |                    |  |  |                               |                               |                               |                               |                               |                               |         |         |                     |                     |                     |                     |                     |                     |  |  |  |  |  |  |  |  |  |  |  |  |
|  |  |  |  |                   |                   |                   |                   |                    |                    | Jofré II (1181-1186)      | Jofré II (1181-1186)      | Jofré II (1181-1186)      | Jofré II (1181-1186)      | Jofré II (1181-1186)      | Jofré II (1181-1186)      |                          |                          |                             |                             |                             |                             | Constància (1166-1201)      | Constància (1166-1201)      | Constància (1166-1201) | Constància (1166-1201) | Constància (1166-1201)                 | Constància (1166-1201)                 |                                        |                                        | Guiu de Thouars                        | Guiu de Thouars                        | Guiu de Thouars       | Guiu de Thouars       | Guiu de Thouars              | Guiu de Thouars              |                              |                              |                              |                              |                              |                              |                                |                                |                                |                                |                                |                                |                               |                               |                               |                               |                               |                               |                              |                              |                              |                              |                         |                         |                    |                    |                    |                    |                    |                    |  |  |                               |                               |                               |                               |                               |                               |         |         |                     |                     |                     |                     |                     |                     |  |  |  |  |  |  |  |  |  |  |  |  |
|  |  |  |  |                   |                   |                   |                   |                    |                    |                           |                           |                           |                           |                           |                           |                          |                          |                             |                             |                             |                             |                             |                             |                        |                        |                                        |                                        |                                        |                                        |                                        |                                        |                       |                       |                              |                              |                              |                              |                              |                              |                              |                              |                                |                                |                                |                                |                                |                                |                               |                               |                               |                               |                               |                               |                              |                              |                              |                              |                         |                         |                    |                    |                    |                    |                    |                    |  |  |                               |                               |                               |                               |                               |                               |         |         |                     |                     |                     |                     |                     |                     |  |  |  |  |  |  |  |  |  |  |  |  |
|  |  |  |  |                   |                   |                   |                   |                    |                    |                           |                           |                           |                           |                           |                           | Artur I (1201-1203)      | Artur I (1201-1203)      | Artur I (1201-1203)         | Artur I (1201-1203)         | Artur I (1201-1203)         | Artur I (1201-1203)         |                             |                             |                        |                        | Alix, duquessa de Bretanya (1203-1221) | Alix, duquessa de Bretanya (1203-1221) | Alix, duquessa de Bretanya (1203-1221) | Alix, duquessa de Bretanya (1203-1221) | Alix, duquessa de Bretanya (1203-1221) | Alix, duquessa de Bretanya (1203-1221) |                       |                       | Pere I Mauclerc (1213-1237)  | Pere I Mauclerc (1213-1237)  | Pere I Mauclerc (1213-1237)  | Pere I Mauclerc (1213-1237)  | Pere I Mauclerc (1213-1237)  | Pere I Mauclerc (1213-1237)  |                              |                              |                                |                                |                                |                                |                                |                                |                               |                               |                               |                               |                               |                               |                              |                              |                              |                              |                         |                         |                    |                    |                    |                    |                    |                    |  |  |                               |                               |                               |                               |                               |                               |         |         |                     |                     |                     |                     |                     |                     |  |  |  |  |  |  |  |  |  |  |  |  |
|  |  |  |  |                   |                   |                   |                   |                    |                    |                           |                           |                           |                           |                           |                           | Artur I (1201-1203)      | Artur I (1201-1203)      | Artur I (1201-1203)         | Artur I (1201-1203)         | Artur I (1201-1203)         | Artur I (1201-1203)         |                             |                             |                        |                        | Alix, duquessa de Bretanya (1203-1221) | Alix, duquessa de Bretanya (1203-1221) | Alix, duquessa de Bretanya (1203-1221) | Alix, duquessa de Bretanya (1203-1221) | Alix, duquessa de Bretanya (1203-1221) | Alix, duquessa de Bretanya (1203-1221) |                       |                       | Pere I Mauclerc (1213-1237)  | Pere I Mauclerc (1213-1237)  | Pere I Mauclerc (1213-1237)  | Pere I Mauclerc (1213-1237)  | Pere I Mauclerc (1213-1237)  | Pere I Mauclerc (1213-1237)  |                              |                              |                                |                                |                                |                                |                                |                                |                               |                               |                               |                               |                               |                               |                              |                              |                              |                              |                         |                         |                    |                    |                    |                    |                    |                    |  |  |                               |                               |                               |                               |                               |                               |         |         |                     |                     |                     |                     |                     |                     |  |  |  |  |  |  |  |  |  |  |  |  |
|  |  |  |  |                   |                   |                   |                   |                    |                    |                           |                           |                           |                           |                           |                           |                          |                          |                             |                             |                             |                             |                             |                             |                        |                        |                                        |                                        |                                        |                                        |                                        |                                        |                       |                       |                              |                              |                              |                              |                              |                              |                              |                              |                                |                                |                                |                                |                                |                                |                               |                               |                               |                               |                               |                               |                              |                              |                              |                              |                         |                         |                    |                    |                    |                    |                    |                    |  |  |                               |                               |                               |                               |                               |                               |         |         |                     |                     |                     |                     |                     |                     |  |  |  |  |  |  |  |  |  |  |  |  |
|  |  |  |  |                   |                   |                   |                   |                    |                    |                           |                           |                           |                           |                           |                           |                          |                          |                             |                             |                             |                             |                             |                             |                        |                        |                                        |                                        |                                        |                                        |                                        |                                        |                       |                       |                              |                              |                              |                              |                              |                              |                              |                              |                                |                                |                                |                                |                                |                                |                               |                               |                               |                               |                               |                               |                              |                              |                              |                              |                         |                         |                    |                    |                    |                    |                    |                    |  |  |                               |                               |                               |                               |                               |                               |         |         |                     |                     |                     |                     |                     |                     |  |  |  |  |  |  |  |  |  |  |  |  |
|  |  |  |  |                   |                   |                   |                   |                    |                    |                           |                           |                           |                           |                           |                           |                          |                          |                             |                             |                             |                             |                             |                             |                        |                        | Joan I (1221-1286)                     | Joan I (1221-1286)                     | Joan I (1221-1286)                     | Joan I (1221-1286)                     | Joan I (1221-1286)                     | Joan I (1221-1286)                     |                       |                       | Blanca de Navarra            | Blanca de Navarra            | Blanca de Navarra            | Blanca de Navarra            | Blanca de Navarra            | Blanca de Navarra            |                              |                              |                                |                                |                                |                                |                                |                                |                               |                               |                               |                               |                               |                               |                              |                              |                              |                              |                         |                         |                    |                    |                    |                    |                    |                    |  |  |                               |                               |                               |                               |                               |                               |         |         |                     |                     |                     |                     |                     |                     |  |  |  |  |  |  |  |  |  |  |  |  |
|  |  |  |  |                   |                   |                   |                   |                    |                    |                           |                           |                           |                           |                           |                           |                          |                          |                             |                             |                             |                             |                             |                             |                        |                        | Joan I (1221-1286)                     | Joan I (1221-1286)                     | Joan I (1221-1286)                     | Joan I (1221-1286)                     | Joan I (1221-1286)                     | Joan I (1221-1286)                     |                       |                       | Blanca de Navarra            | Blanca de Navarra            | Blanca de Navarra            | Blanca de Navarra            | Blanca de Navarra            | Blanca de Navarra            |                              |                              |                                |                                |                                |                                |                                |                                |                               |                               |                               |                               |                               |                               |                              |                              |                              |                              |                         |                         |                    |                    |                    |                    |                    |                    |  |  |                               |                               |                               |                               |                               |                               |         |         |                     |                     |                     |                     |                     |                     |  |  |  |  |  |  |  |  |  |  |  |  |
|  |  |  |  |                   |                   |                   |                   |                    |                    |                           |                           |                           |                           |                           |                           |                          |                          |                             |                             |                             |                             |                             |                             |                        |                        |                                        |                                        |                                        |                                        |                                        |                                        |                       |                       |                              |                              |                              |                              |                              |                              |                              |                              |                                |                                |                                |                                |                                |                                |                               |                               |                               |                               |                               |                               |                              |                              |                              |                              |                         |                         |                    |                    |                    |                    |                    |                    |  |  |                               |                               |                               |                               |                               |                               |         |         |                     |                     |                     |                     |                     |                     |  |  |  |  |  |  |  |  |  |  |  |  |
|  |  |  |  |                   |                   |                   |                   |                    |                    |                           |                           |                           |                           |                           |                           |                          |                          |                             |                             |                             |                             |                             |                             |                        |                        |                                        |                                        |                                        |                                        |                                        |                                        |                       |                       |                              |                              |                              |                              |                              |                              |                              |                              |                                |                                |                                |                                |                                |                                |                               |                               |                               |                               |                               |                               |                              |                              |                              |                              |                         |                         |                    |                    |                    |                    |                    |                    |  |  |                               |                               |                               |                               |                               |                               |         |         |                     |                     |                     |                     |                     |                     |  |  |  |  |  |  |  |  |  |  |  |  |
|  |  |  |  |                   |                   |                   |                   |                    |                    |                           |                           |                           |                           |                           |                           |                          |                          |                             |                             |                             |                             |                             |                             |                        |                        | Joan II (1286-1305)                    | Joan II (1286-1305)                    | Joan II (1286-1305)                    | Joan II (1286-1305)                    | Joan II (1286-1305)                    | Joan II (1286-1305)                    |                       |                       | Beatriu d'Anglaterra         | Beatriu d'Anglaterra         | Beatriu d'Anglaterra         | Beatriu d'Anglaterra         | Beatriu d'Anglaterra         | Beatriu d'Anglaterra         |                              |                              |                                |                                |                                |                                |                                |                                |                               |                               |                               |                               |                               |                               |                              |                              |                              |                              |                         |                         |                    |                    |                    |                    |                    |                    |  |  |                               |                               |                               |                               |                               |                               |         |         |                     |                     |                     |                     |                     |                     |  |  |  |  |  |  |  |  |  |  |  |  |
|  |  |  |  |                   |                   |                   |                   |                    |                    |                           |                           |                           |                           |                           |                           |                          |                          |                             |                             |                             |                             |                             |                             |                        |                        | Joan II (1286-1305)                    | Joan II (1286-1305)                    | Joan II (1286-1305)                    | Joan II (1286-1305)                    | Joan II (1286-1305)                    | Joan II (1286-1305)                    |                       |                       | Beatriu d'Anglaterra         | Beatriu d'Anglaterra         | Beatriu d'Anglaterra         | Beatriu d'Anglaterra         | Beatriu d'Anglaterra         | Beatriu d'Anglaterra         |                              |                              |                                |                                |                                |                                |                                |                                |                               |                               |                               |                               |                               |                               |                              |                              |                              |                              |                         |                         |                    |                    |                    |                    |                    |                    |  |  |                               |                               |                               |                               |                               |                               |         |         |                     |                     |                     |                     |                     |                     |  |  |  |  |  |  |  |  |  |  |  |  |
|  |  |  |  |                   |                   |                   |                   |                    |                    |                           |                           |                           |                           |                           |                           |                          |                          |                             |                             |                             |                             |                             |                             |                        |                        |                                        |                                        |                                        |                                        |                                        |                                        |                       |                       |                              |                              |                              |                              |                              |                              |                              |                              |                                |                                |                                |                                |                                |                                |                               |                               |                               |                               |                               |                               |                              |                              |                              |                              |                         |                         |                    |                    |                    |                    |                    |                    |  |  |                               |                               |                               |                               |                               |                               |         |         |                     |                     |                     |                     |                     |                     |  |  |  |  |  |  |  |  |  |  |  |  |
|  |  |  |  |                   |                   |                   |                   |                    |                    |                           |                           |                           |                           | Maria de Llemotges        | Maria de Llemotges        | Maria de Llemotges       | Maria de Llemotges       | Maria de Llemotges          | Maria de Llemotges          |                             |                             |                             |                             |                        |                        |                                        |                                        |                                        |                                        | Artur II (1305-1312)                   | Artur II (1305-1312)                   | Artur II (1305-1312)  | Artur II (1305-1312)  | Artur II (1305-1312)         | Artur II (1305-1312)         |                              |                              |                              |                              |                              |                              |                                |                                |                                |                                | Iolanda de Montfort            | Iolanda de Montfort            | Iolanda de Montfort           | Iolanda de Montfort           | Iolanda de Montfort           | Iolanda de Montfort           |                               |                               |                              |                              |                              |                              |                         |                         |                    |                    |                    |                    |                    |                    |  |  |                               |                               |                               |                               |                               |                               |         |         |                     |                     |                     |                     |                     |                     |  |  |  |  |  |  |  |  |  |  |  |  |
|  |  |  |  |                   |                   |                   |                   |                    |                    |                           |                           |                           |                           | Maria de Llemotges        | Maria de Llemotges        | Maria de Llemotges       | Maria de Llemotges       | Maria de Llemotges          | Maria de Llemotges          |                             |                             |                             |                             |                        |                        |                                        |                                        |                                        |                                        | Artur II (1305-1312)                   | Artur II (1305-1312)                   | Artur II (1305-1312)  | Artur II (1305-1312)  | Artur II (1305-1312)         | Artur II (1305-1312)         |                              |                              |                              |                              |                              |                              |                                |                                |                                |                                | Iolanda de Montfort            | Iolanda de Montfort            | Iolanda de Montfort           | Iolanda de Montfort           | Iolanda de Montfort           | Iolanda de Montfort           |                               |                               |                              |                              |                              |                              |                         |                         |                    |                    |                    |                    |                    |                    |  |  |                               |                               |                               |                               |                               |                               |         |         |                     |                     |                     |                     |                     |                     |  |  |  |  |  |  |  |  |  |  |  |  |
|  |  |  |  |                   |                   |                   |                   |                    |                    |                           |                           |                           |                           |                           |                           |                          |                          |                             |                             |                             |                             |                             |                             |                        |                        |                                        |                                        |                                        |                                        |                                        |                                        |                       |                       |                              |                              |                              |                              |                              |                              |                              |                              |                                |                                |                                |                                |                                |                                |                               |                               |                               |                               |                               |                               |                              |                              |                              |                              |                         |                         |                    |                    |                    |                    |                    |                    |  |  |                               |                               |                               |                               |                               |                               |         |         |                     |                     |                     |                     |                     |                     |  |  |  |  |  |  |  |  |  |  |  |  |
|  |  |  |  |                   |                   |                   |                   |                    |                    |                           |                           |                           |                           |                           |                           |                          |                          |                             |                             |                             |                             |                             |                             |                        |                        |                                        |                                        |                                        |                                        |                                        |                                        |                       |                       |                              |                              |                              |                              |                              |                              |                              |                              |                                |                                |                                |                                |                                |                                |                               |                               |                               |                               |                               |                               |                              |                              |                              |                              |                         |                         |                    |                    |                    |                    |                    |                    |  |  |                               |                               |                               |                               |                               |                               |         |         |                     |                     |                     |                     |                     |                     |  |  |  |  |  |  |  |  |  |  |  |  |
|  |  |  |  |                   |                   |                   |                   |                    |                    |                           |                           |                           |                           |                           |                           |                          |                          | Joan III (1312-1341)        | Joan III (1312-1341)        | Joan III (1312-1341)        | Joan III (1312-1341)        | Joan III (1312-1341)        | Joan III (1312-1341)        |                        |                        | Guiu de Penthièvre                     | Guiu de Penthièvre                     | Guiu de Penthièvre                     | Guiu de Penthièvre                     | Guiu de Penthièvre                     | Guiu de Penthièvre                     |                       |                       | Joan de Montfort (1341-1345) | Joan de Montfort (1341-1345) | Joan de Montfort (1341-1345) | Joan de Montfort (1341-1345) | Joan de Montfort (1341-1345) | Joan de Montfort (1341-1345) |                              |                              | Joana de Flandes               | Joana de Flandes               | Joana de Flandes               | Joana de Flandes               | Joana de Flandes               | Joana de Flandes               |                               |                               |                               |                               |                               |                               |                              |                              |                              |                              |                         |                         |                    |                    |                    |                    |                    |                    |  |  |                               |                               |                               |                               |                               |                               |         |         |                     |                     |                     |                     |                     |                     |  |  |  |  |  |  |  |  |  |  |  |  |
|  |  |  |  |                   |                   |                   |                   |                    |                    |                           |                           |                           |                           |                           |                           |                          |                          | Joan III (1312-1341)        | Joan III (1312-1341)        | Joan III (1312-1341)        | Joan III (1312-1341)        | Joan III (1312-1341)        | Joan III (1312-1341)        |                        |                        | Guiu de Penthièvre                     | Guiu de Penthièvre                     | Guiu de Penthièvre                     | Guiu de Penthièvre                     | Guiu de Penthièvre                     | Guiu de Penthièvre                     |                       |                       | Joan de Montfort (1341-1345) | Joan de Montfort (1341-1345) | Joan de Montfort (1341-1345) | Joan de Montfort (1341-1345) | Joan de Montfort (1341-1345) | Joan de Montfort (1341-1345) |                              |                              | Joana de Flandes               | Joana de Flandes               | Joana de Flandes               | Joana de Flandes               | Joana de Flandes               | Joana de Flandes               |                               |                               |                               |                               |                               |                               |                              |                              |                              |                              |                         |                         |                    |                    |                    |                    |                    |                    |  |  |                               |                               |                               |                               |                               |                               |         |         |                     |                     |                     |                     |                     |                     |  |  |  |  |  |  |  |  |  |  |  |  |
|  |  |  |  |                   |                   |                   |                   |                    |                    |                           |                           |                           |                           |                           |                           |                          |                          |                             |                             |                             |                             |                             |                             |                        |                        |                                        |                                        |                                        |                                        |                                        |                                        |                       |                       |                              |                              |                              |                              |                              |                              |                              |                              |                                |                                |                                |                                |                                |                                |                               |                               |                               |                               |                               |                               |                              |                              |                              |                              |                         |                         |                    |                    |                    |                    |                    |                    |  |  |                               |                               |                               |                               |                               |                               |         |         |                     |                     |                     |                     |                     |                     |  |  |  |  |  |  |  |  |  |  |  |  |
|  |  |  |  |                   |                   |                   |                   |                    |                    |                           |                           |                           |                           |                           |                           |                          |                          |                             |                             |                             |                             |                             |                             |                        |                        |                                        |                                        |                                        |                                        |                                        |                                        |                       |                       |                              |                              |                              |                              |                              |                              |                              |                              |                                |                                |                                |                                |                                |                                |                               |                               |                               |                               |                               |                               |                              |                              |                              |                              |                         |                         |                    |                    |                    |                    |                    |                    |  |  |                               |                               |                               |                               |                               |                               |         |         |                     |                     |                     |                     |                     |                     |  |  |  |  |  |  |  |  |  |  |  |  |
|  |  |  |  |                   |                   |                   |                   |                    |                    |                           |                           |                           |                           |                           |                           |                          |                          | Carles de Blois (1341-1364) | Carles de Blois (1341-1364) | Carles de Blois (1341-1364) | Carles de Blois (1341-1364) | Carles de Blois (1341-1364) | Carles de Blois (1341-1364) |                        |                        | Joana de Penthièvre (1341-1365)        | Joana de Penthièvre (1341-1365)        | Joana de Penthièvre (1341-1365)        | Joana de Penthièvre (1341-1365)        | Joana de Penthièvre (1341-1365)        | Joana de Penthièvre (1341-1365)        |                       |                       | Joan IV (1345-1399)          | Joan IV (1345-1399)          | Joan IV (1345-1399)          | Joan IV (1345-1399)          | Joan IV (1345-1399)          | Joan IV (1345-1399)          |                              |                              | Joana de Navarra               | Joana de Navarra               | Joana de Navarra               | Joana de Navarra               | Joana de Navarra               | Joana de Navarra               |                               |                               |                               |                               |                               |                               |                              |                              |                              |                              |                         |                         |                    |                    |                    |                    |                    |                    |  |  |                               |                               |                               |                               |                               |                               |         |         |                     |                     |                     |                     |                     |                     |  |  |  |  |  |  |  |  |  |  |  |  |
|  |  |  |  |                   |                   |                   |                   |                    |                    |                           |                           |                           |                           |                           |                           |                          |                          | Carles de Blois (1341-1364) | Carles de Blois (1341-1364) | Carles de Blois (1341-1364) | Carles de Blois (1341-1364) | Carles de Blois (1341-1364) | Carles de Blois (1341-1364) |                        |                        | Joana de Penthièvre (1341-1365)        | Joana de Penthièvre (1341-1365)        | Joana de Penthièvre (1341-1365)        | Joana de Penthièvre (1341-1365)        | Joana de Penthièvre (1341-1365)        | Joana de Penthièvre (1341-1365)        |                       |                       | Joan IV (1345-1399)          | Joan IV (1345-1399)          | Joan IV (1345-1399)          | Joan IV (1345-1399)          | Joan IV (1345-1399)          | Joan IV (1345-1399)          |                              |                              | Joana de Navarra               | Joana de Navarra               | Joana de Navarra               | Joana de Navarra               | Joana de Navarra               | Joana de Navarra               |                               |                               |                               |                               |                               |                               |                              |                              |                              |                              |                         |                         |                    |                    |                    |                    |                    |                    |  |  |                               |                               |                               |                               |                               |                               |         |         |                     |                     |                     |                     |                     |                     |  |  |  |  |  |  |  |  |  |  |  |  |
|  |  |  |  |                   |                   |                   |                   |                    |                    |                           |                           |                           |                           |                           |                           |                          |                          |                             |                             |                             |                             |                             |                             |                        |                        |                                        |                                        |                                        |                                        |                                        |                                        |                       |                       |                              |                              |                              |                              |                              |                              |                              |                              |                                |                                |                                |                                |                                |                                |                               |                               |                               |                               |                               |                               |                              |                              |                              |                              |                         |                         |                    |                    |                    |                    |                    |                    |  |  |                               |                               |                               |                               |                               |                               |         |         |                     |                     |                     |                     |                     |                     |  |  |  |  |  |  |  |  |  |  |  |  |
|  |  |  |  |                   |                   |                   |                   |                    |                    |                           |                           |                           |                           |                           |                           |                          |                          |                             |                             |                             |                             |                             |                             |                        |                        |                                        |                                        |                                        |                                        |                                        |                                        |                       |                       |                              |                              |                              |                              |                              |                              |                              |                              |                                |                                |                                |                                |                                |                                |                               |                               |                               |                               |                               |                               |                              |                              |                              |                              |                         |                         |                    |                    |                    |                    |                    |                    |  |  |                               |                               |                               |                               |                               |                               |         |         |                     |                     |                     |                     |                     |                     |  |  |  |  |  |  |  |  |  |  |  |  |
|  |  |  |  |                   |                   |                   |                   |                    |                    |                           |                           |                           |                           |                           |                           |                          |                          |                             |                             |                             |                             | Joana de França             | Joana de França             | Joana de França        | Joana de França        | Joana de França                        | Joana de França                        |                                        |                                        | Joan V (1399-1442)                     | Joan V (1399-1442)                     | Joan V (1399-1442)    | Joan V (1399-1442)    | Joan V (1399-1442)           | Joan V (1399-1442)           |                              |                              | Artur III (1457-1458)        | Artur III (1457-1458)        | Artur III (1457-1458)        | Artur III (1457-1458)        | Artur III (1457-1458)          | Artur III (1457-1458)          |                                |                                | Ricard d'Étampes               | Ricard d'Étampes               | Ricard d'Étampes              | Ricard d'Étampes              | Ricard d'Étampes              | Ricard d'Étampes              |                               |                               |                              |                              |                              |                              |                         |                         |                    |                    |                    |                    |                    |                    |  |  |                               |                               |                               |                               |                               |                               |         |         |                     |                     |                     |                     |                     |                     |  |  |  |  |  |  |  |  |  |  |  |  |
|  |  |  |  |                   |                   |                   |                   |                    |                    |                           |                           |                           |                           |                           |                           |                          |                          |                             |                             |                             |                             | Joana de França             | Joana de França             | Joana de França        | Joana de França        | Joana de França                        | Joana de França                        |                                        |                                        | Joan V (1399-1442)                     | Joan V (1399-1442)                     | Joan V (1399-1442)    | Joan V (1399-1442)    | Joan V (1399-1442)           | Joan V (1399-1442)           |                              |                              | Artur III (1457-1458)        | Artur III (1457-1458)        | Artur III (1457-1458)        | Artur III (1457-1458)        | Artur III (1457-1458)          | Artur III (1457-1458)          |                                |                                | Ricard d'Étampes               | Ricard d'Étampes               | Ricard d'Étampes              | Ricard d'Étampes              | Ricard d'Étampes              | Ricard d'Étampes              |                               |                               |                              |                              |                              |                              |                         |                         |                    |                    |                    |                    |                    |                    |  |  |                               |                               |                               |                               |                               |                               |         |         |                     |                     |                     |                     |                     |                     |  |  |  |  |  |  |  |  |  |  |  |  |
|  |  |  |  |                   |                   |                   |                   |                    |                    |                           |                           |                           |                           |                           |                           |                          |                          |                             |                             |                             |                             |                             |                             |                        |                        |                                        |                                        |                                        |                                        |                                        |                                        |                       |                       |                              |                              |                              |                              |                              |                              |                              |                              |                                |                                |                                |                                |                                |                                |                               |                               |                               |                               |                               |                               |                              |                              |                              |                              |                         |                         |                    |                    |                    |                    |                    |                    |  |  |                               |                               |                               |                               |                               |                               |         |         |                     |                     |                     |                     |                     |                     |  |  |  |  |  |  |  |  |  |  |  |  |
|  |  |  |  |                   |                   |                   |                   |                    |                    |                           |                           |                           |                           |                           |                           |                          |                          |                             |                             |                             |                             |                             |                             |                        |                        |                                        |                                        |                                        |                                        |                                        |                                        |                       |                       |                              |                              |                              |                              |                              |                              |                              |                              |                                |                                |                                |                                |                                |                                |                               |                               |                               |                               |                               |                               |                              |                              |                              |                              |                         |                         |                    |                    |                    |                    |                    |                    |  |  |                               |                               |                               |                               |                               |                               |         |         |                     |                     |                     |                     |                     |                     |  |  |  |  |  |  |  |  |  |  |  |  |
|  |  |  |  |                   |                   |                   |                   |                    |                    |                           |                           |                           |                           |                           |                           |                          |                          |                             |                             |                             |                             | Francesc I (1442-1450)      | Francesc I (1442-1450)      | Francesc I (1442-1450) | Francesc I (1442-1450) | Francesc I (1442-1450)                 | Francesc I (1442-1450)                 |                                        |                                        | Pere II (1450-1457)                    | Pere II (1450-1457)                    | Pere II (1450-1457)   | Pere II (1450-1457)   | Pere II (1450-1457)          | Pere II (1450-1457)          |                              |                              |                              |                              |                              |                              |                                |                                |                                |                                | Francesc II (1458-1488)        | Francesc II (1458-1488)        | Francesc II (1458-1488)       | Francesc II (1458-1488)       | Francesc II (1458-1488)       | Francesc II (1458-1488)       |                               |                               |                              |                              |                              |                              |                         |                         |                    |                    |                    |                    |                    |                    |  |  |                               |                               |                               |                               |                               |                               |         |         |                     |                     |                     |                     |                     |                     |  |  |  |  |  |  |  |  |  |  |  |  |
|  |  |  |  |                   |                   |                   |                   |                    |                    |                           |                           |                           |                           |                           |                           |                          |                          |                             |                             |                             |                             | Francesc I (1442-1450)      | Francesc I (1442-1450)      | Francesc I (1442-1450) | Francesc I (1442-1450) | Francesc I (1442-1450)                 | Francesc I (1442-1450)                 |                                        |                                        | Pere II (1450-1457)                    | Pere II (1450-1457)                    | Pere II (1450-1457)   | Pere II (1450-1457)   | Pere II (1450-1457)          | Pere II (1450-1457)          |                              |                              |                              |                              |                              |                              |                                |                                |                                |                                | Francesc II (1458-1488)        | Francesc II (1458-1488)        | Francesc II (1458-1488)       | Francesc II (1458-1488)       | Francesc II (1458-1488)       | Francesc II (1458-1488)       |                               |                               |                              |                              |                              |                              |                         |                         |                    |                    |                    |                    |                    |                    |  |  |                               |                               |                               |                               |                               |                               |         |         |                     |                     |                     |                     |                     |                     |  |  |  |  |  |  |  |  |  |  |  |  |
|  |  |  |  |                   |                   |                   |                   |                    |                    |                           |                           |                           |                           |                           |                           |                          |                          |                             |                             |                             |                             |                             |                             |                        |                        |                                        |                                        |                                        |                                        |                                        |                                        |                       |                       |                              |                              |                              |                              | Carles VIII rei de França    | Carles VIII rei de França    | Carles VIII rei de França    | Carles VIII rei de França    | Carles VIII rei de França      | Carles VIII rei de França      |                                |                                | Anna (1488-1514)               | Anna (1488-1514)               | Anna (1488-1514)              | Anna (1488-1514)              | Anna (1488-1514)              | Anna (1488-1514)              |                               |                               | Lluís XII rei de França      | Lluís XII rei de França      | Lluís XII rei de França      | Lluís XII rei de França      | Lluís XII rei de França | Lluís XII rei de França |                    |                    |                    |                    |                    |                    |  |  |                               |                               |                               |                               |                               |                               |         |         |                     |                     |                     |                     |                     |                     |  |  |  |  |  |  |  |  |  |  |  |  |
|  |  |  |  |                   |                   |                   |                   |                    |                    |                           |                           |                           |                           |                           |                           |                          |                          |                             |                             |                             |                             |                             |                             |                        |                        |                                        |                                        |                                        |                                        |                                        |                                        |                       |                       |                              |                              |                              |                              | Carles VIII rei de França    | Carles VIII rei de França    | Carles VIII rei de França    | Carles VIII rei de França    | Carles VIII rei de França      | Carles VIII rei de França      |                                |                                | Anna (1488-1514)               | Anna (1488-1514)               | Anna (1488-1514)              | Anna (1488-1514)              | Anna (1488-1514)              | Anna (1488-1514)              |                               |                               | Lluís XII rei de França      | Lluís XII rei de França      | Lluís XII rei de França      | Lluís XII rei de França      | Lluís XII rei de França | Lluís XII rei de França |                    |                    |                    |                    |                    |                    |  |  |                               |                               |                               |                               |                               |                               |         |         |                     |                     |                     |                     |                     |                     |  |  |  |  |  |  |  |  |  |  |  |  |
|  |  |  |  |                   |                   |                   |                   |                    |                    |                           |                           |                           |                           |                           |                           |                          |                          |                             |                             |                             |                             |                             |                             |                        |                        |                                        |                                        |                                        |                                        |                                        |                                        |                       |                       |                              |                              |                              |                              |                              |                              |                              |                              |                                |                                |                                |                                |                                |                                |                               |                               |                               |                               |                               |                               |                              |                              |                              |                              |                         |                         |                    |                    |                    |                    |                    |                    |  |  |                               |                               |                               |                               |                               |                               |         |         |                     |                     |                     |                     |                     |                     |  |  |  |  |  |  |  |  |  |  |  |  |
|  |  |  |  |                   |                   |                   |                   |                    |                    |                           |                           |                           |                           |                           |                           |                          |                          |                             |                             |                             |                             |                             |                             |                        |                        |                                        |                                        |                                        |                                        |                                        |                                        |                       |                       |                              |                              |                              |                              |                              |                              |                              |                              | Francesc I rei de França       | Francesc I rei de França       | Francesc I rei de França       | Francesc I rei de França       | Francesc I rei de França       | Francesc I rei de França       |                               |                               | Clàudia (1514-1524)           | Clàudia (1514-1524)           | Clàudia (1514-1524)           | Clàudia (1514-1524)           | Clàudia (1514-1524)          | Clàudia (1514-1524)          |                              |                              |                         |                         |                    |                    |                    |                    |                    |                    |  |  |                               |                               |                               |                               |                               |                               |         |         |                     |                     |                     |                     |                     |                     |  |  |  |  |  |  |  |  |  |  |  |  |
|  |  |  |  |                   |                   |                   |                   |                    |                    |                           |                           |                           |                           |                           |                           |                          |                          |                             |                             |                             |                             |                             |                             |                        |                        |                                        |                                        |                                        |                                        |                                        |                                        |                       |                       |                              |                              |                              |                              |                              |                              |                              |                              | Francesc I rei de França       | Francesc I rei de França       | Francesc I rei de França       | Francesc I rei de França       | Francesc I rei de França       | Francesc I rei de França       |                               |                               | Clàudia (1514-1524)           | Clàudia (1514-1524)           | Clàudia (1514-1524)           | Clàudia (1514-1524)           | Clàudia (1514-1524)          | Clàudia (1514-1524)          |                              |                              |                         |                         |                    |                    |                    |                    |                    |                    |  |  |                               |                               |                               |                               |                               |                               |         |         |                     |                     |                     |                     |                     |                     |  |  |  |  |  |  |  |  |  |  |  |  |
|  |  |  |  |                   |                   |                   |                   |                    |                    |                           |                           |                           |                           |                           |                           |                          |                          |                             |                             |                             |                             |                             |                             |                        |                        |                                        |                                        |                                        |                                        |                                        |                                        |                       |                       |                              |                              |                              |                              |                              |                              |                              |                              |                                |                                |                                |                                |                                |                                |                               |                               |                               |                               |                               |                               |                              |                              |                              |                              |                         |                         |                    |                    |                    |                    |                    |                    |  |  |                               |                               |                               |                               |                               |                               |         |         |                     |                     |                     |                     |                     |                     |  |  |  |  |  |  |  |  |  |  |  |  |
|  |  |  |  |                   |                   |                   |                   |                    |                    |                           |                           |                           |                           |                           |                           |                          |                          |                             |                             |                             |                             |                             |                             |                        |                        |                                        |                                        |                                        |                                        |                                        |                                        |                       |                       |                              |                              |                              |                              |                              |                              |                              |                              |                                |                                |                                |                                |                                |                                |                               |                               |                               |                               |                               |                               |                              |                              |                              |                              |                         |                         |                    |                    |                    |                    |                    |                    |  |  |                               |                               |                               |                               |                               |                               |         |         |                     |                     |                     |                     |                     |                     |  |  |  |  |  |  |  |  |  |  |  |  |
|  |  |  |  |                   |                   |                   |                   |                    |                    |                           |                           |                           |                           |                           |                           |                          |                          |                             |                             |                             |                             |                             |                             |                        |                        |                                        |                                        |                                        |                                        |                                        |                                        |                       |                       |                              |                              |                              |                              |                              |                              |                              |                              | Francesc III (1524-1536) delfí | Francesc III (1524-1536) delfí | Francesc III (1524-1536) delfí | Francesc III (1524-1536) delfí | Francesc III (1524-1536) delfí | Francesc III (1524-1536) delfí |                               |                               | Enric (1536-1547) delfí       | Enric (1536-1547) delfí       | Enric (1536-1547) delfí       | Enric (1536-1547) delfí       | Enric (1536-1547) delfí      | Enric (1536-1547) delfí      |                              |                              |                         |                         |                    |                    |                    |                    |                    |                    |  |  |                               |                               |                               |                               |                               |                               |         |         |                     |                     |                     |                     |                     |                     |  |  |  |  |  |  |  |  |  |  |  |  |